# Januar 2019
Portal Geschichte | Portal Biografien | Aktuelle Ereignisse | Jahreskalender | Tagesartikel

◄ |
20. Jahrhundert |
21. Jahrhundert

◄ |
1980er |
1990er |
2000er |
2010er
| 2020er | 2030er | 2040er

◄ |
2015 |
2016 |
2017 |
2018 |
2019
| 2020 | 2021 | 2022 | 2023 | ►

◄ |
Oktober 2018 |
November 2018 |
Dezember 2018 |
Januar 2019 |
Februar 2019 |
März 2019 |
April 2019 |
►
Dieser Artikel behandelt tagesbezogene Nachrichten und Ereignisse im Januar 2019.

## Tagesgeschehen

### Dienstag, 1. Januar 2019

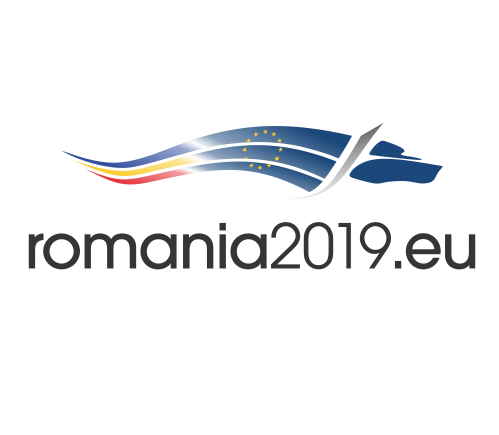
Logo der rumänischen EU-Ratspräsidentschaft 2019

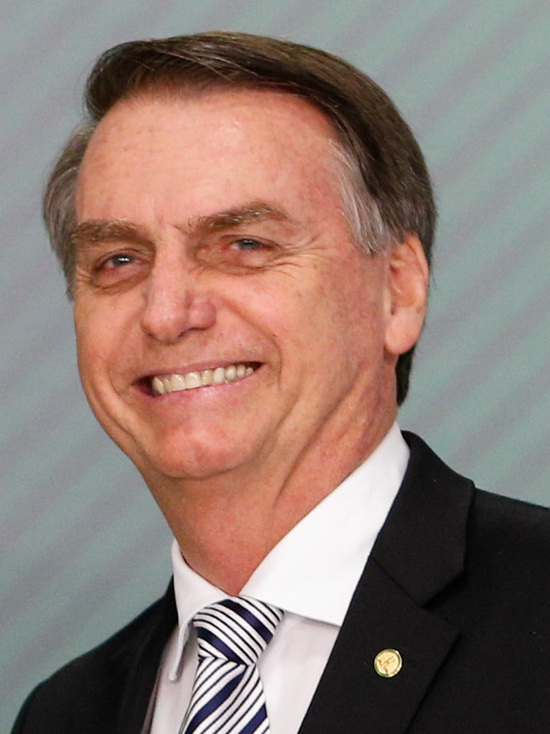
Jair Bolsonaro ist neuer Staatspräsident Brasiliens

- Bankass/Mali: Bei einem bewaffneten Überfall der Volksgruppe der Dogon auf die Volksgruppe der Fulbe in dem Dorf Koulogon werden mindestens 37 Menschen getötet. Die ethnischen Konflikte zwischen den Fulbe, die der Viehzucht nachgehen, und den Dogon sowie den Bambara, die Landwirtschaft betreiben, verschärfen sich in den letzten Jahren.[1][2]
- Berlin/Deutschland: Der gesetzliche Mindestlohn wird um 35 Cent auf 9,19 Euro pro Stunde angehoben. Zudem wird durch das Gesetz zur Weiterentwicklung des Teilzeitrechts der Anspruch auf Brückenteilzeit, also auf zeitlich begrenzte Teilzeit, eingeführt, so dass man nach der Teilzeitphase zur vorherigen Arbeitszeit zurückkehren kann, wenn der Arbeitgeber in der Regel mehr als 45 Arbeitnehmer beschäftigt, das Arbeitsverhältnis länger als sechs Monate besteht, die betriebliche Organisation, Arbeitsabläufe oder die Sicherheit im Betrieb nicht wesentlich beeinträchtigen werden und der Arbeitnehmer mindestens drei Monate vor Beginn der Verkürzung in Textform beantragt, seine Vollzeit- oder Teilzeitarbeit für 12 bis 60 Monate zu verringern. Zudem hat der Gesetzgeber den Zusatzbeitrag zur Gesetzlichen Krankenversicherung (GKV) dahin geändert, dass die Arbeitnehmern und Arbeitgeber wieder zu gleichen Teilen einzahlen und das Pflegepersonal-Stärkungsgesetz tritt in Kraft. Außerdem müssen Betriebe nach dem neuen Verpackungsgesetz, als Nachfolge der bisherigen Verpackungsverordnung, die gewerbsmäßig mit Ware befüllte Verkaufsverpackungen für den privaten Endverbraucher erstmals in Verkehr bringen; sich im Verpackungsregister LUCID der Stiftung Zentrale Stelle Verpackungsregister registrieren.
- Bern/Schweiz: Ueli Maurer (SVP) wird für ein Jahr Schweizer Bundespräsident. Er hatte das Amt bereits 2013 inne. Seine Stellvertreterin (und damit designierte Bundespräsidentin für 2020) ist Simonetta Sommaruga (SP).
- Bottrop/Deutschland: Ein rechtsextremer Anschlag mittels Auto in Bottrop, Essen und Oberhausen führt kurz nach Mitternacht zu zehn Verletzten.
- Brasília/Brasilien: Jair Bolsonaro (PSL) wird als Staatspräsident Brasiliens vereidigt.
- Bratislava/Slowakei: Die Slowakei übernimmt die Präsidentschaft der Organisation für Sicherheit und Zusammenarbeit in Europa (OSZE).
- Bukarest/Rumänien: Rumänien übernimmt den Vorsitz im Rat der Europäischen Union (Rumänische EU-Ratspräsidentschaft 2019).
- Deutsche Bucht/Nordsee: Während des heftigen Sturms Alfrida kommt es zu einer Havarie des auf dem Weg von Sines nach Bremerhaven unter panamesischer Flagge fahrenden Containerschiffs MSC Zoe der Reederei Mediterranean Shipping Company (MSC). 342 ISO-Container fallen ins Meer.[3] Unter dem Treibgut das an die westfriesischen und ostfriesischen Inseln angespült wird, befinden sich unter anderem Auto-Ersatzteile, Möbel, Fernsehgeräte, Kühlschränke, Kunststoff-Spielzeug, OP-Bekleidung, sowie drei Container mit Gefahrgut. Darunter gehen rund 280 Säcke des Bleichmittel Dibenzoylperoxid (Handelsname Perkadox CH-50X) und 1,5 Tonnen Lithium-Ionen-Akkumulatoren verloren. Die MSC Zoe legte am 3. Januar in Bremerhaven an. Zahlreiche Helfer sowie Soldaten der niederländischen Streitkräfte helfen bei der Einsammlung des Treibguts.[4][5]
- Gouvernement Ma'rib/Jemen: Bei einem US-amerikanischen Luftangriff im Gouvernement Ma'rib wird der Terrorist Jamal Ahmad Mohammad Al Badawi nach US-Angaben in seinem Fahrzeug getötet. US-Präsident Donald Trump bestätigte am 6. Januar über den Mikrobloggingdienst Twitter die gezielte Tötung. Al Badawi gilt als Drahtzieher und Mittäter beim Anschlag am 12. Oktober 2000 auf den Zerstörer Cole bei dem 17 US-Militärangehörige getötet, sowie 39 verwundet wurden.[6]
- Kuipergürtel/Weltraum: Die Raumsonde New Horizons der US-amerikanischen Raumfahrtbehörde NASA fliegt am 6,4 Milliarden Kilometer entfernten Kuipergürtelobjekt (486958) 2014 MU69 (Ultima Thule) vorbei.[7]
- Leverkusen/Deutschland: Der deutsche Ex-Verbraucherschutzstaatssekretär Matthias Berninger wird Leiter des Bereichs „Öffentlichkeit und Nachhaltigkeit“ Bayer und ist damit auch für die Lobbyarbeit für Glyphosat zuständig.
- London/Vereinigtes Königreich: Im Alexandra Palace besiegt der Niederländer Michael van Gerwen im Finale der 26. Darts-WM der Professional Darts Corporation den Engländer Michael Smith.
- Matera/Italien und Plowdiw/Bulgarien: Die Europäischen Kulturhauptstädte 2019 der Europäischen Union sind Matera in Italien und Plowdiw in Bulgarien.
- New York/Vereinigte Staaten: Belgien, Deutschland, die Dominikanische Republik, Indonesien und Südafrika werden für zwei Jahre nicht-ständige Mitglieder des UN-Sicherheitsrats.
- Sar-i Pul/Afghanistan: Bei einem Angriff der islamistischen Taliban auf die afghanischen Sicherheitskräfte im Zentrum des Distrikts Sayyad, auf Vorposten und zur Bewachung eines Ölfeldes in der nördlichen Provinz Sar-i Pul werden mindestens 21 Menschen getötet sowie 23 weitere verwundet.[8]
- Washington/Vereinigte Staaten: Der Direktor des Amtes für Verwaltung und Haushalt, Mick Mulvaney wird, zunächst kommissarisch, anstelle von John F. Kelly Stabschef des Weißen Hauses. Die bisherige Sprecherin des Außenministeriums, Heather Nauert folgt auf Nikki Haley als Vertreterin der USA bei den Vereinten Nationen und Patrick M. Shanahan tritt als Verteidigungsminister die Nachfolger von James N. Mattis an.[9]
- Wien/Österreich: Das Neujahrskonzert der Wiener Philharmoniker wird zum ersten Mal von Christian Thielemann dirigiert.[10]
- Wien/Österreich: Die Gleichgeschlechtliche Ehe („Ehe für Alle“) wird in Österreich offiziell legalisiert. Die erste Ehe wird kurz nach Mitternacht in Velden am Wörther See (Kärnten) zwischen einem lesbischen Paar geschlossen.[11] Gleichzeitig regelt das Innenministerium, dass Personen, die weder männlich noch weiblich sind, mit dem Vermerk „divers“ oder (zumindest vorübergehend) ohne Geschlechtsangabe im Personenstandsregister eingetragen werden können (in Deutschland war eine entsprechende gesetzliche Regelung am 22. Dezember 2018 in Kraft getreten).[12]

### Mittwoch, 2. Januar 2019
- La Paz/Bolivien: Die bolivianische Regierung unter Präsident Evo Morales beginnt mit der offiziellen schrittweisen Registrierung von Bürgern für eine kostenlose universelle Gesundheitsversorgung, Sistema Único de Salud (SUS), die im März 2019 eingeführt werden soll. Gesundheitsminister Adolfo Zarate gibt bekannt, rund 5,8 Millionen Einwohner im Alter von 5 bis 60 Jahren zu erfassen, die bisher keine Krankenversicherung erhalten. Das Budget beträgt demnach umgerechnet rund 230 Millionen US-Dollar. Der Präsident der medizinischen Hochschule, Erwin Viruez, sieht einen notwendigen Bedarf von mindestens einer Milliarde US-Dollar. Auch die Ärztekammer fordert mehr Personal für die Umsetzung und eine bessere Infrastruktur.[13][14]

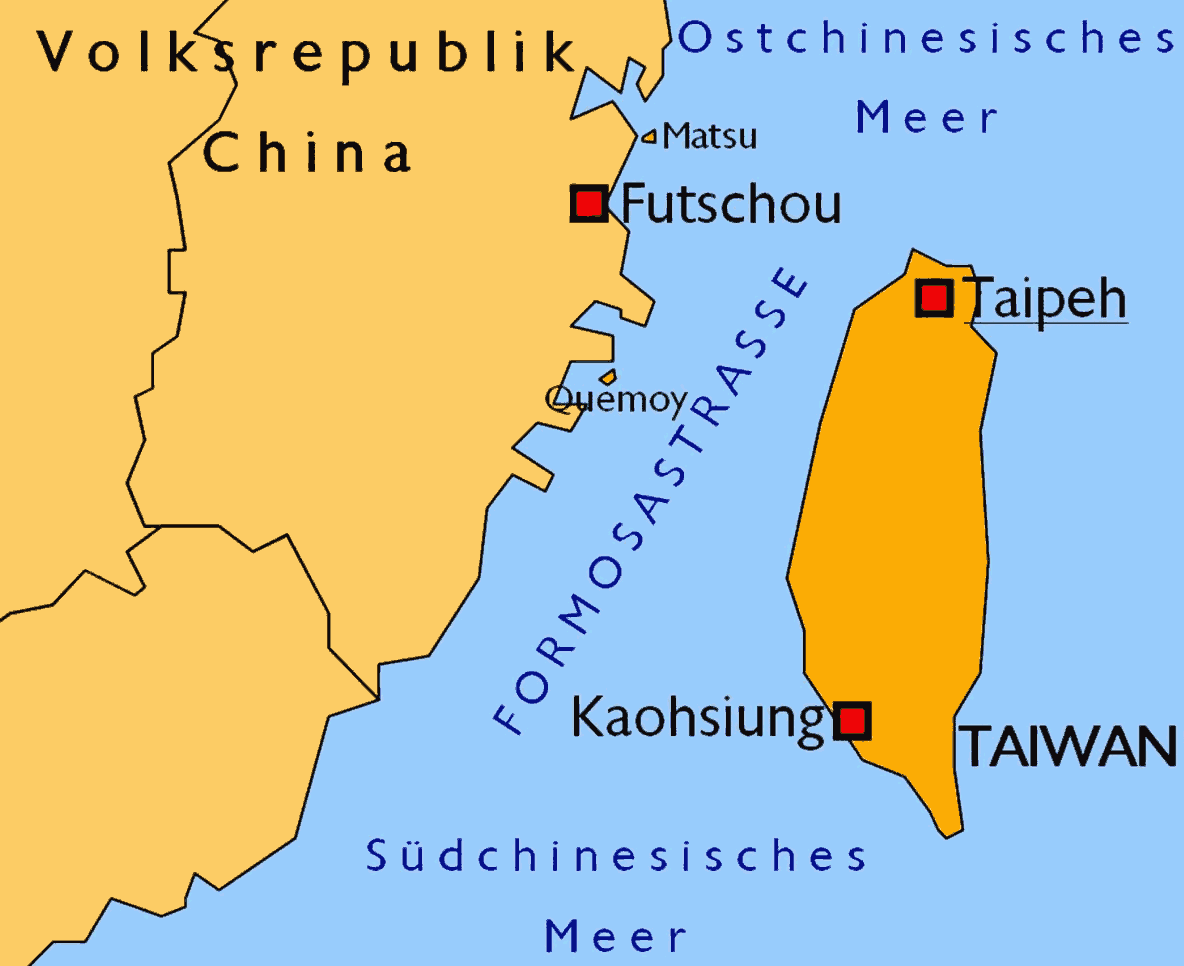
Karte der Taiwanstraße mit den früher umkämpften Quemoy- und Matsu-Inseln

- Peking/China: In der Großen Halle des Volkes erklärt Staatspräsident Xi Jinping in einer Rede zum Taiwan-Konflikt, dass die „Wiedervereinigung“ mit Taiwan notfalls auch mit Gewalt erzwungen werden kann. China müsse und werde wiedervereinigt werden. Die chinesische Führung konnte zuletzt verstärkt die internationale Isolierung Taiwans im Rahmen der Ein-China-Politik durchsetzen. In ihrer Neujahrsansprache am 1. Januar 2019 erklärte die Staatspräsidentin der Republik China, Tsai Ing-wen, dass ihr Land nicht bereit sei, seine Souveränität „aufzugeben oder Zugeständnisse hinsichtlich der Autonomie zu machen“.[15]
- Storebæltsbroen/Dänemark: Bei einem Eisenbahnunfall während des Sturms Alfrida auf der Eisenbahn- und Straßenbrücke über den Großen Belt im Westteil zwischen Fünen und Sprogø kommen acht Menschen ums Leben, weitere 16 werden verletzt. Der InterCity-Personenzug ICL 210 wird durch die Ladung des entgegenkommenden Güterzuges von DB Cargo Scandinavia getroffen oder fuhr in die bereits auf dem Gleis liegende Ladung hinein.

### Donnerstag, 3. Januar 2019

Logo des US-Pharmaunternehmens Celgene

- New York City/Vereinigte Staaten: Die drei ehemaligen Investmentbanker Andrew Pearse, Surjan Singh, Jean Boustani sowie die ehemalige Mitarbeiterin Detelina Subeva der schweizerischen Bank Credit Suisse und der frühere von 2005 bis 2015 amtierende mosambikanische Finanzminister Manuel Chang befinden sich in Untersuchungshaft und werden vor dem Bezirksgericht Brooklyn wegen Betrug, Korruption und Geldwäsche angeklagt. Sie sollen rund 200 Millionen US-Dollar zur persönlichen Bereicherung und für Bestechungszahlungen von Krediten im Umfang von zwei Milliarden US-Dollar abgezweigt haben, die zur Finanzierung maritimer Projekte in Mosambik abgeschlossen wurden. 2013 hatte ein mosambikanisches Staatsunternehmen mit Unterstützung von Credit Suisse, BNP Paribas und VTB Staatsanleihen von 850 Millionen US-Dollar emittiert, um 24 Schiffe für den Thunfischfang, der Küstenüberwachung und Werften anzuschaffen.[16][17]
- New York City/Vereinigte Staaten: Das US-amerikanische Pharmaunternehmen Celgene mit Sitz in Summit akzeptiert die  Übernahme durch das US-Pharmazieunternehmen Bristol-Myers Squibb (BMS) für 74 Milliarden US-Dollar. Die Aktionäre beider Unternehmen müssen noch zustimmen. Der Abschluss wird im 3. Quartal 2019 erwartet.[18][19][20][21]
- Von Kármán/Mondrückseite: Im Rahmen des Mondprogramms der Volksrepublik China unter Leitung der CNSA landet die Mondsonde Chang’e 4 mit dem Rover Jadehase 2 an Bord um 3:26 Uhr MEZ erfolgreich im Mondkrater Von Kármán im Südpol-Aitken-Becken auf der Mondrückseite.[22]
- Washington, D.C./Vereinigte Staaten: Knapp zwei Monate nach den Wahlen zum Repräsentantenhaus und zum Senat treffen sich die beiden Häuser des Parlaments der USA zu ihren konstituierenden Sitzungen. Designierte Sprecherin des Repräsentantenhauses ist Nancy Pelosi von den Demokraten; ebenfalls neu zu wählen ist der Präsident pro tempore des Senats, nachdem Amtsinhaber Orrin Hatch auf eine erneute Kandidatur verzichtet hatte.

### Freitag, 4. Januar 2019
- Bonn/Deutschland: Das Bundesamt für Sicherheit in der Informationstechnik (BSI) gibt bekannt, dass beim Hack und Veröffentlichung privater Daten deutscher Politiker und Prominenter 2018/2019 bereits Anfang Dezember 2018 zahlreiche persönliche Nutzerdaten und Dokumente deutscher Politiker der im Bundestag vertretenen Parteien CDU, CSU, SPD, Grüne, FDP, Die Linke mit Ausnahme der AfD sowie einzelner Prominente über den US-amerikanischen Mikrobloggingdienst Twitter über den Account @_0rbit bzw. G0D veröffentlicht wurden. Die behördenübergreifende Koordinierungsstelle von Schutz- und Abwehrmaßnahmen gegen IT-Sicherheitsvorfälle, das Nationale Cyber-Abwehrzentrum (NCAZ), ist zu einer Krisensitzung zusammengekommen.[23][24] Vier Tage später wurde der 20-jährige Täter Johannes S. aus Homberg (Ohm) festgenommen und gestand die Taten.[25]
- Buthidaung/Myanmar: Kämpfer der separatistisch-islamistischen Rebellengruppe Arakan Rohingya Salvation Army (ARSA) der ethno-religiösen Minderheit der Rohingya greifen die Polizeistationen in Kyaung Taung, Kahtee Hla, Gotepi und Nga Myin Taw bei Buthidaung in dem nördlichen Distrikt Maungdaw an. Dabei werden mindestens 13 Polizisten getötet.[26]
- Koszalin/Polen: Bei einem Brand in einem Eingangsbereich eines Hauses, in dem Escape Games angeboten werden, kommen fünf 15-jährige Mädchen durch Kohlenstoffmonoxidvergiftungen ums Leben und ein 25-jähriger Mann wird schwer verletzt. Der Betreiber des Escape Rooms To Nie Pokój wurde verhaftet. Nach ersten Ermittlungen entwich Gas aus einem Behälter und hatte sich entzündet. Landesweit wurde eine Überprüfung der angebotenen Escape Rooms auf ihre Brandsicherheit angeordnet.[27]
- Peking/China: Bei einem Test des staatlichen Rüstungsunternehmens Norinco wird von einem strategischen Bomber vom Typ Xian H-6K auf einem unbekannten Testgelände die bisher in China größte nichtnukleare Fliegerbombe abgeworfen. Diese fünf bis sechs Meter lange konventionelle Bombe ist vergleichbar mit der US-amerikanischen MOAB (GBU-43/B) (auch bekannt als mother of all bombs („Mutter aller Bomben“)) oder der größeren russischen Vater aller Bomben (АВБПМ), bei der es sich auch um eine Aerosolbombe handelt.[28]

### Samstag, 5. Januar 2019
- Abu Dhabi/Vereinigte Arabische Emirate: Eröffnung der 17. Fußball-Asienmeisterschaft.
- Caracas/Venezuela: Die Nationalversammlung von Venezuela wählt Juan Guaidó (VP) zu ihrem Präsidenten. In ihr haben die Oppositionsparteien die Mehrheit.

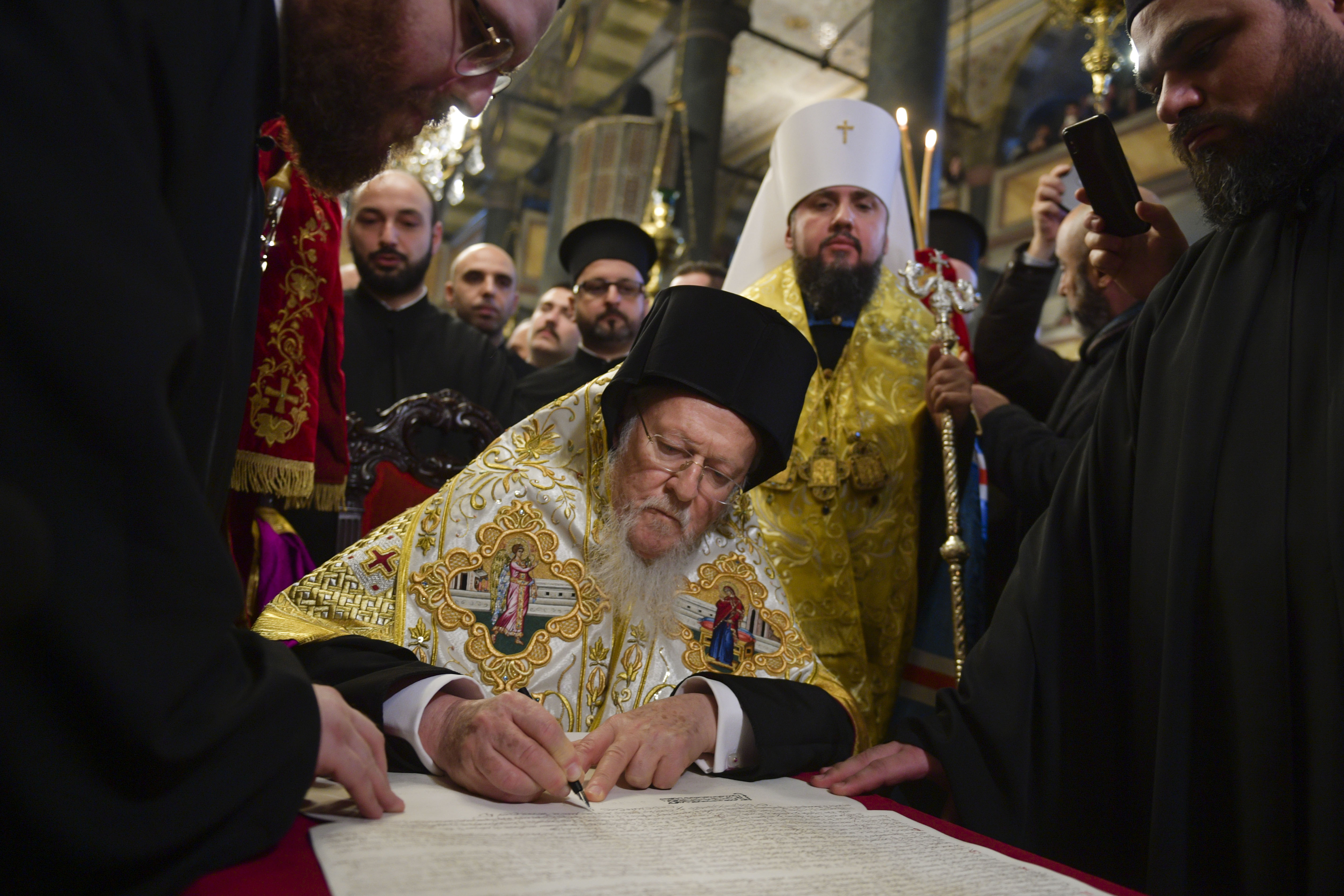
Patriarch Bartholomeos I. bei der Unterzeichnung des Tomos (Dekret) über die Autokephalie der vereinigten Orthodoxen Kirche der Ukraine

- Istanbul/Türkei: Nachdem bereits am 11. Oktober 2018 in einer heiligen Synode unter Vorsitz des Patriarchen Bartholomäus I. das Ökumenische Patriarchat von Konstantinopel die Loslösung der Ukrainisch-Orthodoxen Kirche Moskauer Patriarchats innerhalb der Russisch-Orthodoxen Kirche von Russland bestätigt hat[29], erfolgte am Heiligabend des ukrainischen Weihnachtsfestes im Beisein von Staatspräsident Petro Poroschenko offiziell die Bestätigung der am 15. Dezember 2018 gegründeten unabhängigen Orthodoxen Kirche der Ukraine. Oberhaupt der Kirche ist der Metropolit Epiphanius.[30]
- London/Vereinigtes Königreich: Die Nichtregierungsorganisation „Syrisches Netzwerk für Menschenrechte“ (SNHR) berichtet über den 2011 ausgebrochenen Bürgerkrieg in Syrien, dass im Jahr 2018 mindestens 223 Massaker der dokumentierten Konfliktparteien verübt wurden, mit einer besonderen Häufung im Monat Dezember. Zudem schätzte die NGO bereits im März 2017, dass in den sechs Jahren seit dem Aufstand in Syrien es rund 207.000 Zivilopfer gab, davon rund 94 % der Opfer durch die syrisch-iranisch-russische Allianz.[31][32]
- Mount Maunganui/Neuseeland: Der russische Frühwarnsatellit Kosmos 2430 der Baureihe Oko verglüht in der Atmosphäre während der Fernsehaufnahmen eines Cricket-Spiels zwischen Neuseeland und Sri Lanka.[33]
- Perth/Australien: Endspiel der 31. Auflage des Hopman Cups im Tennis.

### Sonntag, 6. Januar 2019

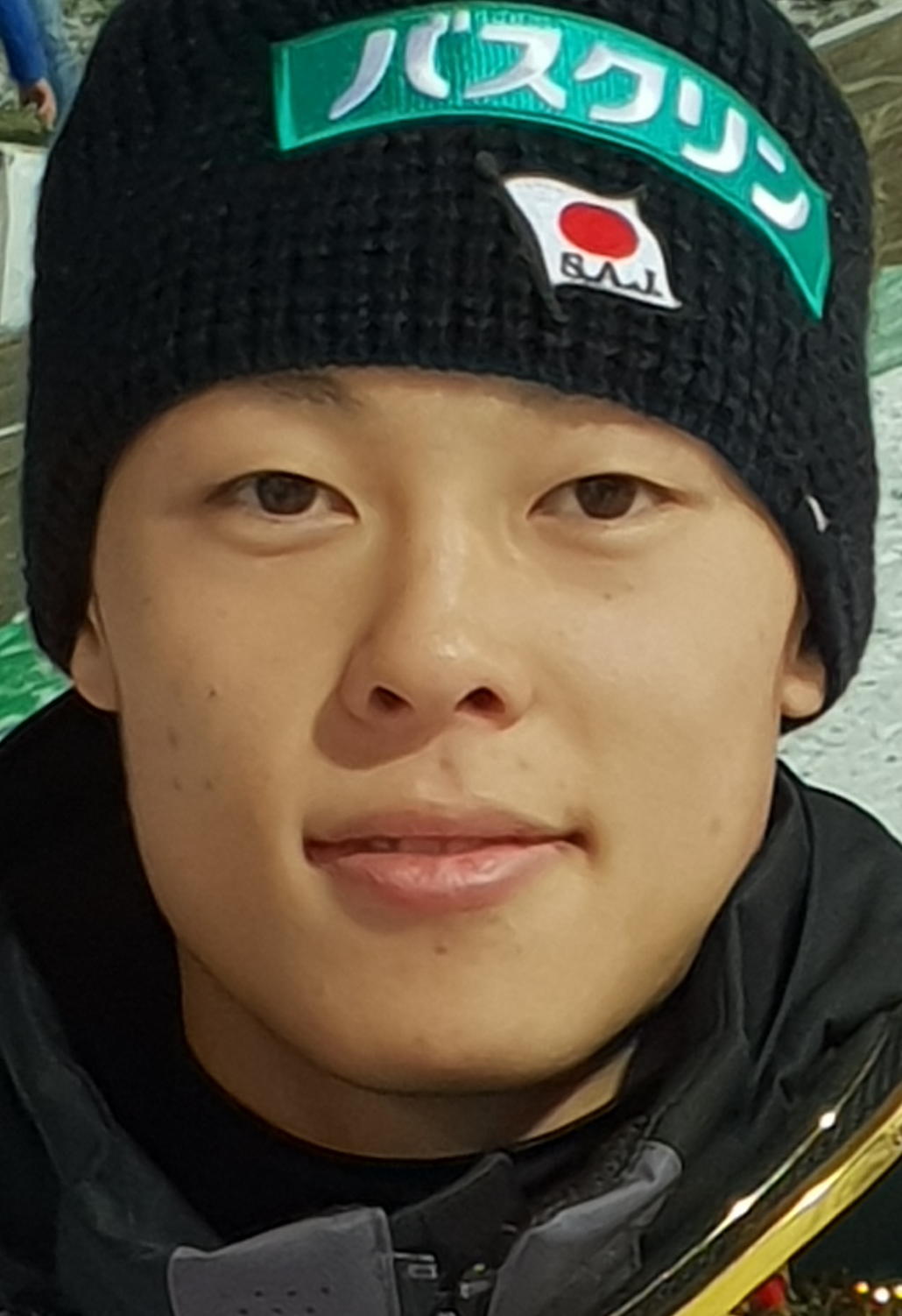
Ryōyū Kobayashi

- Beverly Hills/Vereinigte Staaten: Im Beverly Hills Hilton Hotel findet die Verleihung der Golden Globes statt. Mit drei Auszeichnungen erhält das Werk Green Book – Eine besondere Freundschaft des amerikanischen Regisseurs Peter Farrelly die meisten Preise. In der Kategorie Bester fremdsprachiger Film wurde unter anderem der deutsche Spielfilm Werk ohne Autor von Florian Henckel von Donnersmarck nominiert, Daniel Brühl erhielt eine Nominierung für seine Rolle in The Alienist – Die Einkreisung als bester Hauptdarsteller in einer Miniserie.[34][35]
- Bischofshofen/Österreich: Ryōyū Kobayashi aus Japan gewinnt die 67. Vierschanzentournee. Es ist der zweite Gesamtsieg eines Japaners und zugleich der zweite eines nicht-europäischen Skispringers in der Geschichte der Tournee. Kobayashi siegte bei allen vier Wettbewerben der aktuellen Auflage.[36]
- Faizabad/Afghanistan: Im nordwestlichen Distrikt Kuhistân in der Provinz Badachschan werden mindestens 40 Menschen bei Arbeiten an einer illegalen Goldmine getötet und weitere 10 verletzt. Dorfbewohner hatten einen 60 Meter tiefen Schacht in einem Flussbett gegraben, um nach Gold zu suchen, bis der Stollen einbrach.[37][38]
- Kuala Lumpur/Malaysia: Der König von Malaysia, Muhammad V., dankt ab.[39]
- Paris/Frankreich: Bei mehreren Protestaktionen der Gelbwestenbewegung nehmen nach Angaben des französischen Innenministers Christophe Castaner landesweit rund 50.000 Menschen teil. Anhänger der Protestbewegung drangen auch in das Ministeriumsgebäude von Regierungssprecher Benjamin Griveaux in Paris ein. Mehrere hundert weibliche Anhänger der „Gelbwesten“ kommen auf dem Place de la Bastille zu einer friedlichen Kundgebung zusammen. In Dijon erfolgte eine Angriff auf eine Polizeistation, dabei seien zwei Sicherheitskräfte verletzt und 25 Demonstranten festgenommen worden. In Bordeaux beteiligten sich 4600 Menschen an einer Kundgebung. Einige Aktivisten warfen Steine auf die Sicherheitskräfte, die mit Tränengas und Wasserwerfern antworteten. Fünf Polizisten werden verletzt und elf Demonstranten festgenommen. In Toulouse erfolgte die Festnahme von 22 Menschen. Zahlreiche „Gelbwesten“ blockierten zudem die Autoroute A 7 in Lyon.[40]
- Tokio/Japan: In Ostasien lässt sich eine partielle Sonnenfinsternis beobachten.

### Montag, 7. Januar 2019
- Bremen/Deutschland: Der Bremer AfD-Vorsitzende Frank Magnitz wird bei einem Überfall schwer verletzt.
- Dhaka/Bangladesch: Sheikh Hasina Wajed wird für eine weitere Amtszeit als Premierministerin von Bangladesch vereidigt.
- Indianapolis/Vereinigte Staaten: Der US-Pharmakonzern Eli Lilly and Company übernimmt für rund acht Milliarden US-Dollar (oder 235 US-Dollar pro Aktie) das auf die Krebstherapie spezialisierte US-amerikanische Biotechnologieunternehmen Loxo Oncology mit Sitz in Stamford. Loxo Oncology hat das Krebsmittel Vitravki (Larotrectinib) entwickelt. Zur weltweiten Vermarktung des Arzneimittels wurde im November 2017 eine Kooperationsvereinbarung mit der deutschen Bayer AG geschlossen.[41]
- Libreville/Gabun: Mitglieder der gabunischen Spezialeinheit der Nationalgendarmerie (Groupe d’intervention de la gendarmerie nationale; GIGN) unter Führung von Unterleutnant Kelly Ondo Obiang scheitern mit dem Versuch eines Staatsstreichs „zur Wiederherstellung der Demokratie“, während der Präsident des Landes Ali Bongo in Marokko in ärztlicher Behandlung weilt.[42]
- Lingang New City/China: Der US-Elektroautomobilhersteller Tesla, Inc. legt den Grundstein zum Bau der Gigafactory 3. Im ersten Werk in China, das vollständig einem ausländischen Autohersteller gehört, soll ab Ende 2019 der Tesla Model 3 produziert werden und zukünftig der geplante SUV Tesla Model Y.[43]
- Lyon/Frankreich: Der Prozess wegen Vertuschung sexueller Straftaten gegen Erzbischof Philippe Barbarin beginnt. Am selben Tag beginnt in Nantucket das Verfahren gegen den amerikanischen Schauspieler Kevin Spacey wegen sexueller Belästigung.
- Washington, D.C./Vereinigte Staaten: Der Präsident der Weltbank, der US-Amerikaner Jim Yong Kim, gibt seinen Rücktritt zum 1. Februar 2019 bekannt. Als Interim-Präsidentin übernimmt die Geschäftsführerin der Weltbank, die Bulgarin Kristalina Georgiewa, das Amt.[44]
- Bonn/Deutschland: Ulrich Kelber tritt sein Amt als Bundesdatenschutzbeauftragter an.[45]

### Dienstag, 8. Januar 2019
- Berlin/Deutschland: Der AfD-Vorstand sperrt den ehemaligen Vorsitzenden des sachsen-anhaltischen Landesverbandes André Poggenburg für zwei Jahre für alle Parteiämter.
- Dakar/Senegal: Der afrikanische Fußball-Kontinentalverband CAF vergibt die Ausrichtung des Afrika-Cups 2019 nach Ägypten.[46] Als Afrikas Fußballer des Jahres ausgezeichnet werden Mohamed Salah vom FC Liverpool und die mauretanische Nationalmannschaft bei den Männern sowie Chrestinah Thembi Kgatlana von Houston Dash und die nigerianische Nationalmannschaft bei den Frauen.[47]
- Homberg (Ohm)/Deutschland: Der 20-jährige Johannes S. wird unter dem Verdacht verhaftet, Daten von mehreren Prominenten geleakt zu haben.
- Indien: In einem Zug zwischen Gujarat und Rajasthan wird der ehemalige indische Abgeordnete Jayantilal Bhanusali ermordet.[48]

### Mittwoch, 9. Januar 2019
- London/Vereinigtes Königreich: Das britische Unterhaus verlangt von der Regierung, im Fall einer Ablehnung des Brexit-Abkommens innerhalb von drei Tagen einen neuen Plan vorzulegen.
- Medina (Washington)/Vereinigte Staaten: Amazon-Chef Jeff Bezos und seine Frau MacKenzie Bezos kündigen ihre Scheidung an. Es handelt sich vermutlich um die teuerste Scheidung der Welt.

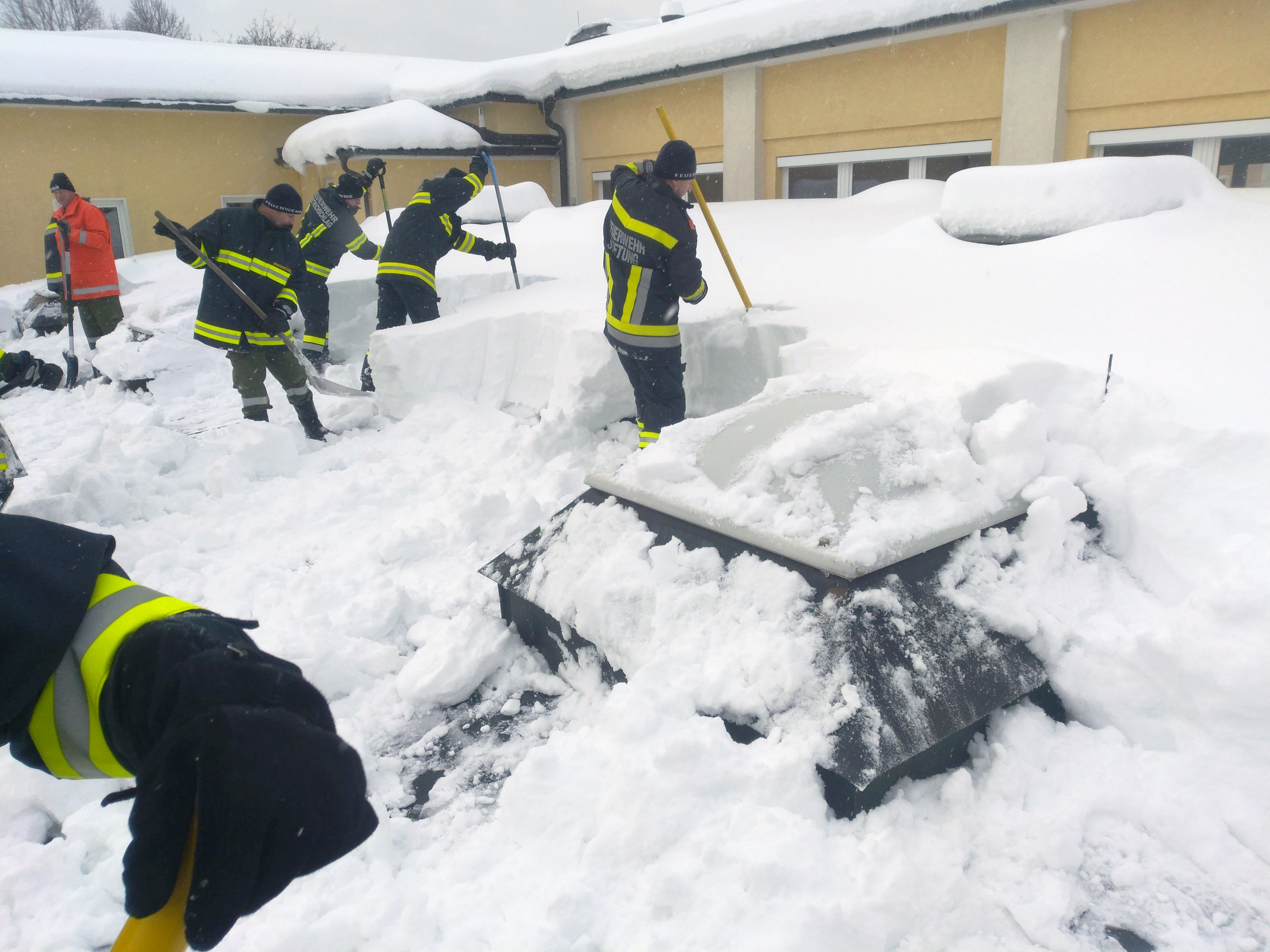

- Obersteiermark/Österreich: Starke Schneefälle in den Alpen und in Mitteleuropa führen zur Ausrufung der höchsten Lawinenwarnstufe in einigen Orten bei weiter anhaltenden Schneefällen. Mehrere Orte auch in Deutschland sind vom Schnee eingeschlossen, darunter das oberbayerische Jachenau, in Österreich Galtür, Gosau und Lech. Auf dem Dachsteinplateau liegen 4,20 m Schnee.[49][50]
- Warendorf/Deutschland: Die deutsche Handelskette Schuhpark Fascies stellt beim Amtsgericht Münster einen Antrag auf Eröffnung des Insolvenzverfahrens in Eigenverwaltung. Schuhpark betreibt insgesamt 89 Filialen in Nordrhein-Westfalen, Niedersachsen, Bremen und Schleswig-Holstein und beschäftigt 912 Mitarbeiter.[51]

### Donnerstag, 10. Januar 2019
- Aribinda/Burkina Faso: Bei einer Attacke von 30 islamistischen Angreifern auf einen Wochenmarkt im Ort Gasseliki in der nördlichen Provinz Soum werden 12 Menschen getötet und zwei verletzt sowie mehrere Geschäfte angezündet. Es wird vermutet, dass die dschihadistische Ansar ul Islam oder die Dschamāʿat Nusrat al-Islām wa-l-Muslimīn (JNIM) den Angriff durchführten.[52]
- Berlin/Deutschland: Eröffnung der 26. Handball-Weltmeisterschaft der Männer in Deutschland und Dänemark.
- Caracas/Venezuela: Der amtierende Staatspräsident Nicolás Maduro tritt seine zweite Amtszeit an, nachdem er am 20. Mai 2018 in vorgezogenen Neuwahlen im Amt bestätigt wurde.
- Ciudad Miguel Alemán/Mexiko: Nahe der Grenze zu den Vereinigten Staaten werden 21 Leichen gefunden. Es sind Opfer von rivalisierenden Banden des Drogenhandels. Fotos zeigten die Leichen an einer unbefestigten Straße neben ausgebrannten Fahrzeugen. Das Gebiet sei unter Waffen- und Drogenhändlern “stark umkämpft”, erklärte der Generalstaatsanwalt des Bundesstaats Tamaulipas, Irving Barrios.[53]
- Kinshasa/Demokratische Republik Kongo: Der Oppositionspolitiker Félix Tshisekedi ist von der Wahlkommission zum Sieger der Präsidentschaftswahl vom 30. Dezember 2018 erklärt worden. Er gewann mit dem Bündnis Cap pour le changement – darunter seine Union für Demokratie und sozialen Fortschritt (UDPS).[54]
- Lahidsch/Jemen: Beim Luftwaffenstützpunkt Al-Anad werden sechs Menschen bei einer Militärparade durch eine von den Huthi-Rebellen gelenkte und mit einer Bombe bestückte Drohne getötet, darunter Brigadegeneral Saleh Tamah. Mehrere Menschen werden verletzt, darunter der stellvertretende Stabschef Saleh al-Zindani, der Militärkommandeur Mohammad Jawas sowie der Gouverneur von Lahidsch, Ahmed al-Turki die zur Behandlung nach Saudi-Arabien ausgeflogen werden.[55][56]
- Magdeburg/Deutschland: Der ehemalige Landesvorsitzende der AfD-Sachsen Anhalt und  Fraktionsvorsitzende im Landtag, André Poggenburg, tritt aus der Partei aus.
- Taipeh/Taiwan: Die Regierung Taiwans tritt zurück.

### Freitag, 11. Januar 2019
- Berlin/Deutschland: Die Bundestagsfraktion Bündnis 90/Die Grünen veröffentlicht eine Antwort des Bundesministeriums für Ernährung und Landwirtschaft (BMEL) vom 10. Dezember 2018 auf die kleine Anfrage des Bundestagsabgeordneten Anton Hofreiter zur Prävalenz von Durchfalleregern bei Masthähnchenschlachtkörper und frischem Hähnchenfleisch in Deutschland. Danach gab es im Jahr 2017 bei 51,8 Prozent der Hähnchenfleisch-Proben im Lebensmitteleinzelhandel den Nachweis von Campylobacter, der eine Campylobacter-Enteritis auslösen kann. Bei den Proben des Bundesamts für Verbraucherschutz und Lebensmittelsicherheit (BVL) 2017 am Schlachthof waren es sogar 78,8 Prozent (2011 bei einer höheren Anzahl von Proben noch bei 40,9 Prozent).[57][58]
- Caracas/Venezuela: Der Präsident der venezolanischen Nationalversammlung Juan Guaidó erklärt sich zum Übergangspräsidenten, weil die Amtszeit von Nicolás Maduro am Vortag zu Ende gegangen und die neue Amtszeit verfassungswidrig sei.
- Libreville/Gabun: Staatspräsident Ali-Ben Bongo Ondimba setzt per Dekret Julien Nkoghe Bekalé mit Wirkung zum Folgetag als neuen Premierminister ein und ernennt dessen Vorgänger Emmanuel Issoze-Ngondet zum Mediator der Republik. Gegen Bongo Odimba, der sich zur Behandlung einer schweren Erkrankung seit Monaten in Marokko aufhält, war wenige Tage zuvor ein Putsch versucht worden, der jedoch scheiterte.[59]
- Riesa/Deutschland: Die AfD setzt ihren Parteitag von Magdeburg (16. – 19. November 2018) fort, auf dem sie die Bundesliste für die Europawahl 2019 wählt. Der Parteitag dauert bis zum 14. Januar.
- Skopje/Mazedonien: Das Parlament stimmt nach der Einigung mit Griechenland im Streit um den Namen Mazedonien mit einer Zweidrittelmehrheit von 81 der 120 Abgeordneten für die Umbenennung des Staates von „Republik Mazedonien“ in Republik Nordmazedonien. 39 Abgeordnete der Opposition boykottierten die Abstimmung.[60]
- Warschau/Polen: Der polnische Inlandsgeheimdienst Agencja Bezpieczeństwa Wewnętrznego (ABW) gibt die Festnahme von Stanislaw Wang (ursprünglich Wang Weijing), einem chinesischen Manager des Netzwerkausrüsters Huawei am 8. Januar 2019 wegen Spionageverdacht bekannt. Außerdem wurde der ehemalige Geheimdienstoffizier des ABW und Cybersicherheitsexperte Piotr D. vorläufig festgenommen. Nach Angaben des Fernsehsenders TVP werden auch die Büros von Huawei und das Telekommunikationsunternehmen Orange Polska durchsucht.[61][62]

### Samstag, 12. Januar 2019
- Damaskus/Syrien: Das syrische Fernsehen und die Nachrichtenagentur SANA berichten von israelischen Luftangriffen nahe der Hauptstadt. Nach Angaben der Syrischen Beobachtungsstelle für Menschenrechte zufolge galten die Angriffe einem militärischen Stützpunkt der iranischen Streitkräfte in Syrien und einen der schiitischen Hisbollah-Miliz.[63]
- Paris/Frankreich: In der Hauptstadt und weiteren Städten Frankreichs unter anderem in Bourges, Caen, Nîmes und Toulouse kommt es wieder zu Zusammenstößen zwischen der Gelbwestenbewegung und der Polizei. Landesweit beteiligten sich nach Angaben des Innenministeriums rund 84.000 Menschen, davon 8000 in Paris, an den Demonstrationen. Zudem wurden 244 Menschen verhaftet.[64]
- Santa Cruz de la Sierra/Bolivien: Der linksradikale italienische Terrorist Cesare Battisti wird auf seiner Flucht festgenommen. Battisti werde in Kürze nach Brasilien überstellt und von dort aus vermutlich an Italien ausgeliefert. "Auf der Webseite der Tageszeitung Die Welt heißt es, „Innenminister Matteo Salvini bestätigte im Fernsehen, dass Mittel und Männer zur Rückholung Battistis bereits unterwegs seien“.[65][66]

### Sonntag, 13. Januar 2019
- Athen/Griechenland: Zwei Tage nachdem das mazedonische Parlament im Zuge der Lösung des Streits um den Namen Mazedonien mit der notwendigen Zweidrittelmehrheit einer Umbenennung ihres Landes in Republik Nordmazedonien zugestimmt hatte, tritt Panos Kammenos (Unabhängige Griechen) als Verteidigungsminister zurück.
- Berlin/Deutschland: In der Hauptstadt gedenken erneut mehrere tausend Teilnehmer auf der Liebknecht-Luxemburg-Demonstration an den diesjährigen 100. Todestag der ermordeten Gründer der Kommunistischen Partei Deutschlands (KPD), Rosa Luxemburg und Karl Liebknecht, darunter auch Vertreter politischer Parteien wie Die Linke, die Deutsche Kommunistische Partei (DKP), die Marxistisch-Leninistische Partei Deutschlands (MLPD) und die Kommunistische Partei der Türkei (TKP). Auch kommt es zu Aufrufen zur Solidarität mit der französischen Gelbwestenbewegung.[67]
- Caracas/Venezuela: Der venezolanische Übergangspräsident Juan Guaidó wird kurzzeitig verhaftet und wieder freigelassen.
- Danzig/Polen: Danzigs Bürgermeister Paweł Adamowicz wird auf einer Kundgebung tödlich niedergestochen. Er stirbt am folgenden Tag.

### Montag, 14. Januar 2019
- Danzig/Polen: Der Danziger Bürgermeister Paweł Adamowicz stirbt am Tag nach dem Messerattentat auf ihn.
- Jerewan/Armenien: Einen Monat nach der Parlamentswahl in Armenien 2018 wird Wahlsieger Nikol Paschinjan zum Ministerpräsidenten ernannt.
- Karadsch/Iran: Bei der missglückten Landung eines aus Bischkek in Kirgistan ankommenden Frachtflugzeuges vom Typ Boeing 707-300 der Saha Air auf einem Flugfeld des Luftwaffenstützpunkts Fath kommen 15 der 16 Besatzungsmitglieder ums Leben. Der Pilot soll eine falsche Landebahn angesteuert haben. Ursprüngliches Ziel war der Flughafen Payam.
- Melbourne/Australien: Beginn der Australian Open
- Taipeh/Republik China: Als Nachfolger des zurückgetretenen Lai Ching-te wird Su Tseng-chang als neuer Premierminister Taiwans vereidigt.[68]

### Dienstag, 15. Januar 2019
- Caracas/Venezuela: Die Nationalversammlung von Venezuela erklärt die Präsidentschaftswahl in Venezuela 2018 für rechtswidrig.
- Den Haag/Niederlande: Der Internationale Strafgerichtshof spricht in einem Revisionsverfahren den ehemaligen ivorischen Präsidenten Laurent Gbagbo frei.
- Erfurt/Deutschland: Klaus Rietschel verlässt die AfD-Fraktion im Thüringer Landtag.
- Kuantan/Malaysia: Abdullah Shah wird zum Sultan von Pahang gekrönt. Am 31. Januar wird er auch als König von Malaysia vereidigt.
- London/Vereinigtes Königreich: Die ursprünglich im Dezember 2018 geplante Abstimmung im House of Commons (Unterhaus) über das mit der Europäischen Union vereinbarte Austrittsabkommen (Brexit Deal) zur Gestaltung der Zeit nach dem für den 30. März 2019 vorgesehenen EU-Austritt des Vereinigten Königreichs soll stattfinden.[69]
- Nairobi/Kenia: Bei einem Terroranschlag auf das Boutique-Hotel DusitD2 der thailändischen Dusit Thani Group in den Westlands kommen mindestens 21 Menschen ums Leben, darunter ein Australier, ein Brite und ein US-Amerikaner. Fünf schwer bewaffnete Angreifer der islamistischen al-Shabaab-Miliz zündeten Bomben vor dem Luxushotel, stürmen den Gebäudekomplex in dem sich auch Büros befinden und lieferten sich dann bis zum nächsten Tag Schusswechsel mit den Sicherheitskräften. Alle vier Angreifer werden getötet. Einer der Täter sprengte sich selbst in die Luft.[70]
- Prayagraj/Indien: Beginn des Kumbh Mela, des größten religiösen Festes des Hinduismus und der Welt in Prayagraj. Die Millionenstadt hieß bis Oktober 2018 noch Allahabad, wurde aufgrund der muslimischen Namensbezeichnung geändert.[71]
- Wiesbaden/Deutschland: Alexander Dobrindts Bezeichnung „Anti-Abschiebe-Industrie“ wird zum Unwort des Jahres 2018 erklärt.

### Mittwoch, 16. Januar 2019
- Athen/Griechenland: Ein Misstrauensvotum gegen den griechischen Ministerpräsidenten Alexis Tsipras schlägt fehl.
- London/Vereinigtes Königreich: Einen Tag nach ihrer Niederlage bei der Abstimmung über das Brexit-Abkommen erhält die britische Premierministerin Theresa May bei einem Misstrauensvotum die Mehrheit der Stimmen im britischen Unterhaus.
- Manbidsch/Syrien: Bei einem Selbstmordanschlag der Terrororganisation Islamischer Staat (IS) vor dem Restaurant Qasr al-Umara kommen mindestens 16 Menschen ums Leben, darunter auch zwei US-Soldaten und ein Zivilist, der für die Defense Intelligence Agency (DIA) arbeitete und die alle im Rahmen der Operation Inherent Resolve stationiert waren.[72][73]
- Sevilla/Spanien: Das im Vormonat neugewählte Regionalparlament wählt Juan Manuel Moreno zum neuen Regierungschef von Andalusien. Er steht an der Spitze einer von seiner konservativen Partido Popular und den liberalen Ciudadanos gebildeten Minderheitsregierung, die von der rechtspopulistischen Vox unterstützt wird.

### Donnerstag, 17. Januar 2019
- Bogota/Kolumbien: Bei einem Bombenanschlag auf die General-Santander-Polizeioffiziersschule kommen mindestens 21 Menschen ums Leben, mindestens 66 weitere werden verletzt.[74]
- Bonn/Deutschland: Der Bundesrechnungshof legt dem Deutschen Bundestag einen Sonderbericht zur Deutschen Bahn vor. Der Präsident des Bundesrechnungshofes Kay Scheller erklärt, „der Bund und die DB AG haben die Kernziele der vor 25 Jahren angestoßenen Bahnreform verfehlt. Gerade im Verhältnis zur Straße kam kaum mehr Verkehr auf die Schiene. Im Güterverkehr liegt der Verkehrsanteil der Eisenbahn sogar niedriger als 1990“. Zudem werde die Deutsche Bahn fortlaufend von der öffentlichen Hand in Milliardenhöhe unterstützt und das Unternehmen ist derzeit mit rund 20 Milliarden Euro verschuldet. International erzielte Gewinne habe die Bahn bislang nicht zur Finanzierung der Eisenbahn in Deutschland verwendet, sondern international reinvestiert.[75]
- Bozen/Italien: Knapp drei Monate nach der Landtagswahl wird Arno Kompatscher (SVP) erneut zum Landeshauptmann Südtirols gewählt.
- Tunis/Tunesien: In Tunesien findet ein Generalstreik statt.
- Wiesbaden/Deutschland: Einen Tag vor der Konstituierung des hessischen Landtags stirbt der stellvertretende AfD-Fraktionsvorsitzende Nikolaus Pethö.

### Freitag, 18. Januar 2019
- Berlin/Deutschland: Der Bundestag stimmt dafür, vier weitere Staaten (Algerien, Georgien, Marokko und Tunesien) zu sicheren Herkunftsstaaten zu erklären.
- Bogotá/Kolumbien: Nach dem tödlichen Bombenanschlag am Vortag auf die General-Santander-Polizeioffiziersschule in der Hauptstadt erklärt Präsident Iván Duque (CD) die Friedensgespräche mit der marxistisch orientierten Guerilla-Bewegung Ejército de Liberación Nacional (ELN) für beendet. Zudem werden die Haftbefehle gegen 10 ELN-Unterhändler, die an den Verhandlungen in Kuba teilgenommen hatten, wieder in Kraft gesetzt.[76]
- Peking/Volksrepublik China: Auf dem 2. deutsch-chinesischen Finanzdialog unterzeichnen Bundesfinanzminister Olaf Scholz und Vizeministerpräsident Liu He ein Abkommen zur engere wirtschaftlichen Zusammenarbeit im Finanzsektor, dass einen gegenseitigen besseren Marktzugang für Banken und Versicherungsunternehmen in Deutschland und China ermöglicht. Im Detail wurde von den staatlichen Banken- und Versicherungsaufsichten, China Banking and Insurance Regulatory Commission (CBIRC) und der Bundesanstalt für Finanzdienstleistungsaufsicht (BaFin), ein Abkommen zur Deutsch-Chinesischen Kooperation bei der Bankenregulierung und ein Abkommen zur Kooperation beim Wertpapierhandel unterzeichnet, sowie ein Memorandum of Understanding (MoU) der Deutschen Bundesbank und der Chinesischen Volksbank (PBoC).[76]
- Idlib/Syrien: Bei einem Autobombenanschlag im Süden der Stadt gegen eine mutmaßliche Basis der islamistischen Haiʾat Tahrir asch-Scham (HTS) (Komitee zur Befreiung der Levante) die zuvor die Region weitgehend kontrollieren, kommen mindestens 15 Menschen ums Leben und weitere 20 werden verletzt.[77] Die von der HTS abgespaltenen dschihadistischen und von der Türkei unterstützten Gruppierungen – Nationalen Befreiungsfront (NLF) erklärten am 10. Januar bereits, ihre Gebiete in der Region Idlib an die HTS zu übergeben.[78]
- Mittelmeer: Bei zwei Bootsunglücken ertrinken bis zu 170 Menschen.[79]
- Stockholm/Schweden: Gut vier Monate nach der Reichstagswahl wird der Sozialdemokrat Stefan Löfven erneut zum Ministerpräsidenten von Schweden gewählt.
- Stockholm/Schweden: Die Schriftstellerin Katarina Frostenson gibt ihren Austritt aus der Schwedischen Akademie bekannt.
- Tapachula/Mexiko: Nach dem Aufbruch von mindestens 3000 Migranten in San Pedrhidalo Sula in Honduras am 15. Januar haben rund 1500 Migranten aus den zentralamerikanischen Ländern in der Nacht illegal die Grenze zwischen Guatemala und Mexiko über den Grenzfluss Río Suchiate überquert und mehrere wollen illegal weiter in die Vereinigten Staaten weiterziehen.[80]
- Tatarensund/Russland: Während eines Übungsfluges kollidieren zwei unbewaffnete russische Jagdbomber vom Typ Su-34 über den Tatarensund im Japanischen Meer. Eine Su-34 mit zwei Besatzungsmitglieder stürzt dabei ab. Der Pilot kommt dabei ums Leben. Die zweite Su-34 kann den Luftwaffenstützpunkt Churba bei Komsomolsk am Amur erreichen.[81]
- Tlahuelilpan/Mexiko: Nach einem Leck in der Benzin-Pipeline des staatlichen Ölkonzerns PEMEX im Stadtteil San Primitivo von Tlahuelilpan im Bundesstaat Hidalgo versuchen zahlreiche Menschen rechtswidrig Benzin zu ergattern, als es zu einer Explosion kommt und Feuer ausbricht. Dabei werden mindestens 66 Menschen getötet und weitere 76 verletzt.[82] Mit Stand 21. Jänner 7 Uhr MEZ wurde über 85 Tote und 72 Verletzte in Krankenhäusern und zum Zeitpunkt des Unglücks Hunderte Menschen in der Umgebung berichtet.[83]
- Washington, D.C./Vereinigte Staaten: 46. March for Life.
- Wiesbaden/Deutschland: Der neugewählte Hessische Landtag tritt zu seiner konstituierenden Sitzung zusammen und Volker Bouffier (CDU) wird als Ministerpräsident von Hessen wiedergewählt.[84]

### Samstag, 19. Januar 2019
- Jilib/Somalia: Bei Luftangriffen durch die US-Streitkräfte werden mindestens 52 Kämpfer der islamistischen al-Shabaab in Jubaland nahe Jilib getötet. Zuvor hatten Angreifer der al-Shabaab einen Militärstützpunkt der somalischen Streitkräfte angegriffen und dabei mindestens sieben Soldaten getötet; nach Regierungsangaben kamen 71 Angreifer ums Leben.[85]
- Kinshasa/Demokratische Republik Kongo: Das kongolesische Verfassungsgericht erklärt den Sieg von Félix Tshisekedi bei den Wahlen in der Demokratischen Republik Kongo 2018 für rechtens.
- München/Deutschland: Auf einem Sonderparteitag wählen die Delegierten der Christlich-Sozialen Union in Bayern (CSU) in der Kleinen Olympiahalle mit 87,4 % den Bayerischen Ministerpräsidenten Markus Söder zu ihrem neuen Parteivorsitzenden in Nachfolge von Horst Seehofer.[86]
- Saarbrücken/Deutschland: Beim Filmfestival Max Ophüls Preis wird Das melancholische Mädchen von Susanne Heinrich als bester Spielfilm ausgezeichnet. Joy von Sudabeh Mortezai erhält den Preis für den gesellschaftlich relevanten Film, Nevrland von Gregor Schmidinger den Preis der Jugendjury und Kaviar von Elena Tikhonova den Publikumspreis Spielfilm.[87]
- Uchinoura Space Center/Japan: Die japanische Raumfahrtagentur JAXA bringt mit einer Epsilon 4-Trägerrakete den Satelliten Rapid Innovative payload demonstration Satellite 1 (RAPIS-1) der Universität Tōhoku und mehrere Kleinstsatelliten in den Weltraum, darunter MicroDragon, RISESAT, ALE-1 sowie die Cubesats OrigamiSat-1, Aoba VELOX-IV und NEXUS (Demonstrator für Packet Radio im Weltraum). Bei ALE-1 des japanischen Start-Ups ALE (Astro Live Experiences) handelt es sich um einen Satelliten für Weltraum-Entertainment der erstmals künstliche Sternschnuppen erzeugen kann. Darin finden sich 400 kleine Kugeln die für 20 bis 30 bunte Meteorschauer auf Bestellung und entsprechender Bezahlung gezündet werden können. Jeder künstliche Stern leuchtet für mehrere Sekunden und soll so hell sein, dass sie sogar über Metropolen wie Tokio zu sehen sein sollen. Im Frühjahr 2020 ist geplant den ersten von Menschen gemachten Meteorschauer über die japanische Stadt Hiroshima niedergehen zu lassen.[88][89]

### Sonntag, 20. Januar 2019
- Adjelhoc/Mali: Bei einem Angriff mutmaßlich islamistischer Kämpfer auf einen Militärstützpunkt der Multidimensionalen Integrierten Stabilisierungsmission der Vereinten Nationen in Mali (MINUSMA) bei Adjelhoc werden 10 tschadische Blauhelm-Soldaten getötet und 25 weitere verwundet.[90]
- Athen/Griechenland: Mindestens 60000 Griechen demonstrieren auf dem Syntagma-Platz vor dem Parlamentsgebäude gegen einen Kompromiss der Regierung unter Alexis Tsipras im Streit um den Namen Mazedonien mit dem Nachbarland Mazedonien. Bei der überwiegend von Nationalisten getragenen Demonstration kam es zu Ausschreitungen und den Einsatz von Tränengas durch die Sicherheitskräfte. 10 Polizisten und zwei Demonstranten wurden verletzt.[91]
- London/Vereinigtes Königreich: In London gründet sich die Brexit Party. Zur Vorsitzenden wird Catherine Blaiklock gewählt. Der Ex-UKIP-Vorsitzende Nigel Farage tritt am 13. Februar in die neue Partei ein.
- Pul-i-Alam/Afghanistan: Bei einem Selbstmordattentat der islamistischen Taliban auf ein Fahrzeugkonvoi des Gouverneurs der Provinz Lugar, Mohammad Anwar Ishaqzai, werden sieben Sicherheitsleute getötet. Der Gouverneur überlebt den Anschlag.[92]
- München/Deutschland: Die Co-Geschäftsführerin Sheryl Sandberg des US-amerikanischen Internetunternehmen Facebook Inc. gibt auf der Konferenz Digital Life Design (DLD) bekannt, mit 6,5 Millionen Euro eine Initiative der Technischen Universität München (TUM) unterstützen zu wollen, die ethische Implikationen der Künstlichen Intelligenz (KI) erforscht. Das Geld soll ins TUM Institute for Ethics in Artificial Intelligence fließen, eine Forschungseinrichtung, die laut Projektkoordinator Christoph Lütge Leitlinien für Gesellschaft, Industrie und Gesetzgeber zur Identifikation und Beantwortung ethischer Fragen der Künstlichen Intelligenz erstellen will.[93]

### Montag, 21. Januar 2019

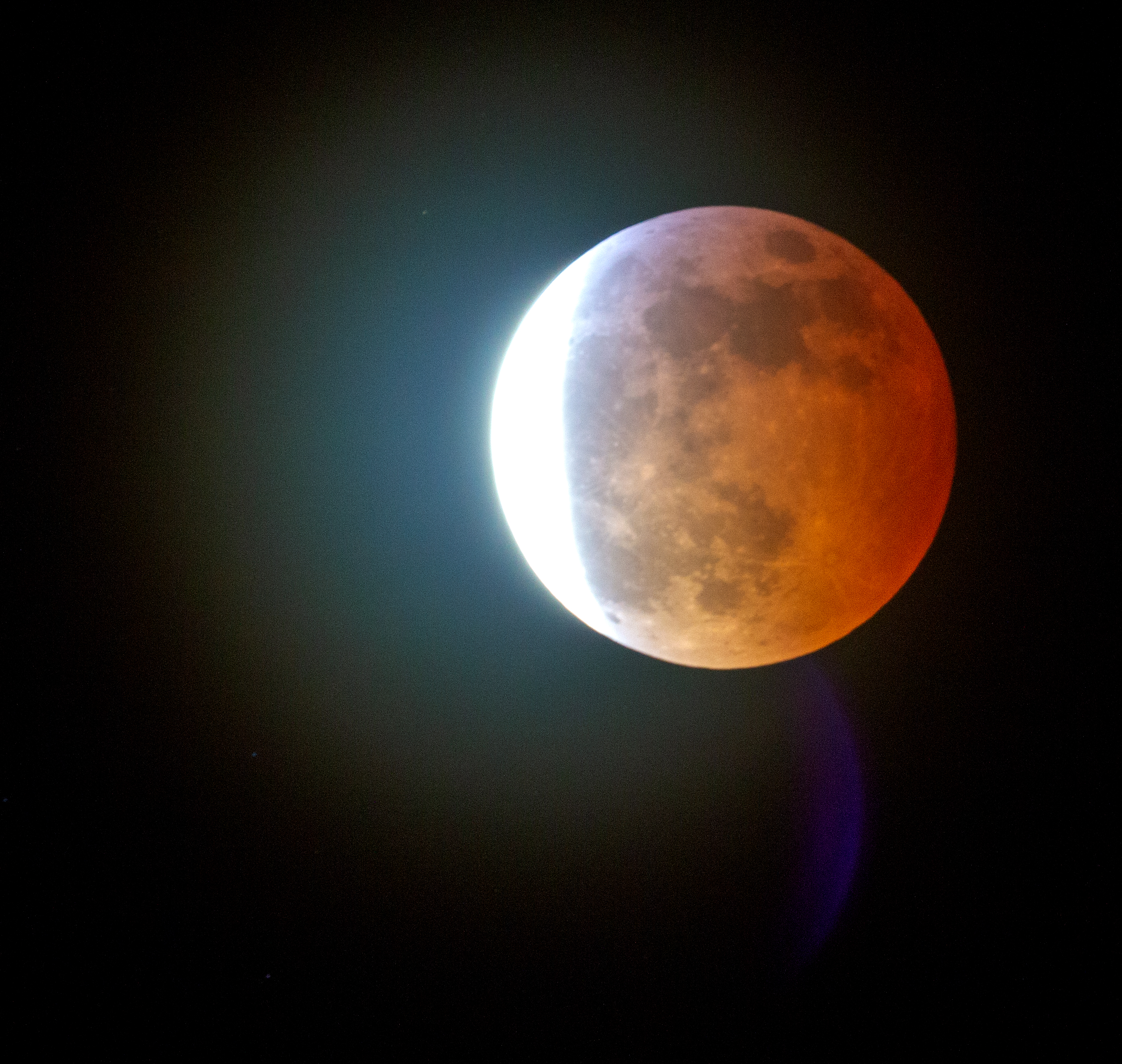
„Blutmond“-Eklipse, gesehen von Kanada aus

- Bielefeld/Deutschland: Der dienstälteste Abgeordnete des Europäischen Parlaments Elmar Brok verzichtet auf eine erneute Kandidatur bei der Europawahl 2019. Er war seit 1980 Mitglied des Europäischen Parlaments.[94]
- Cotabato City/Philippinen: Beginn des Referendums über die Ratifizierung des Gesetzes zur Gründung der autonomen Region Bangsamoro Autonomous Region und der formalen Abschaffung der derzeitigen Autonomous Region in Muslim Mindanao.
- Guernsey: Bei einem Flugzeugabsturz im Ärmelkanal stirbt der argentinische Fußballspieler Emiliano Sala.
- Maidan Schahr/Afghanistan: Bei einem Terrorangriff der islamistischen Taliban auf einen Stützpunkt des Inlandsgeheimdienstes Amaniyat (NDS) in Maidan Schahr in der Provinz Wardak werden mindestens 65 Sicherheitskräfte auch durch eine Autobombe getötet. Nach Angaben der Provinzrätin Nafisa Selia Wardak sind mindestens 126 Geheimdienstmitarbeiter getötet worden.[95]
- Ouagadougou/Burkina Faso: Drei Tage nach dem Rücktritt von Paul Kaba Thieba ernennt Staatspräsident Kaboré den Wirtschaftsfachmann Christophe Dabiré zum neuen Premierminister des Landes.[96]
- Paris/Frankreich: Die französische Datenschutzbehörde Commission Nationale de l’Informatique et des Libertés (CNIL) verhängt nach einer Beschwerde der Privacy-Nichtregierungsorganisationen La Quadrature du Net aus Frankreich und None of Your Business – Europäisches Zentrum für Digitale Rechte (noyb) aus Österreich, ein Bußgeld über 50 Millionen Euro gegen das US-amerikanische Internetunternehmen Google LLC wegen Verstößen gegen die Datenschutz-Grundverordnung (DSGVO) in der Europäischen Union. Begründet unter anderem mit einem „Mangel an Transparenz“ bei den Informationen zur Verwendung der erhobenen Daten und zum Speicherzeitraum und dass die von Google eingeholte Zustimmung zur Anzeige personalisierter Werbung ungültig sei.[97]
- Schwarzes Meer: Vor der Einfahrt in die Straße von Kertsch geraten nach einer Explosion zwei unter tansanischer Flagge fahrende Schiffe in Brand; mindestens elf Seeleute kommen ums Leben.[98]
- Sonnensystem: Die heutige Mondfinsternis durch den Kernschatten der Erde Richtung Mond erzeugt für Betrachter auf der Erde eine Rötlichfärbung des Mondes. Wegen des klaren Himmels ist das nächtliche Ereignis von beinahe ganz Mitteleuropa und Nordamerika aus gut zu beobachten.[99]
- Stockholm/Schweden: Die neue Regierung unter Ministerpräsident Stefan Löfven nimmt ihre Amtsgeschäfte auf.
- Washington, D.C./Vereinigte Staaten: Der ehemalige US-Senator Harris Wofford stirbt nach einem Sturz.

### Dienstag, 22. Januar 2019
- Aachen/Deutschland: Die deutsche Bundeskanzlerin Angela Merkel und Frankreichs Staatspräsident Emmanuel Macron unterzeichnen den Vertrag von Aachen über die deutsch-französische Zusammenarbeit und Integration, der an den 1963 unterzeichneten Élysée-Vertrag anknüpft. Der Vertrag sieht eine enge Abstimmung in der Europapolitik, eine starke gemeinsame Außen- und Sicherheitspolitik mit einer stärkeren militärischen Zusammenarbeit und ein Wirtschaftsraum mit gemeinsamen Regeln.[100]
- Albany/Vereinigte Staaten: Der Senat des US-Bundesstaates New York legalisiert Spätabtreibungen.[101]
- Brüssel/Belgien: Die Europäische Kommission hat eine Geldbuße von 570.566.000 Euro gegen das US-amerikanische Kreditunternehmen und Kartenzahlungssystem Mastercard verhängt, weil das Unternehmen die Möglichkeit von Händlern, bessere Konditionen von Banken aus anderen Ländern des Binnenmarkts zu nutzen, unter Verstoß gegen die EU-Kartellvorschriften beschränkt hat. Die Regelungen von Mastercard haben Händler daran gehindert, bessere Konditionen von Banken in anderen EU-Mitgliedstaaten in Anspruch zu nehmen. „So wurden die Kosten für Kartenzahlungen künstlich in die Höhe getrieben und zum Nachteil der Verbraucher und der Einzelhändler in der EU“, so die EU-Wettbewerbskommissarin Margrethe Vestager. Mastercard ist das zweitgrößte Kartenzahlungssystem im Europäischen Wirtschaftsraum (EWR) und hat die Geldbuße anerkannt.[102]
- Davos/Schweiz: Beginn des 49. Weltwirtschaftsforums zum Thema Globalization 4.0: Shaping a Global Architecture in the Age of the Fourth Industrial Revolution (Globalisierung 4.0: Gestaltung einer globalen Architektur im Zeitalter der vierten industriellen Revolution). Aufgrund des Government Shutdowns sagte die US-Delegation mit US-Präsident Donald Trump ihre Teilnahme ab. Absagen kamen auch wegen des parlamentarischen Prozesses zum Austritt des Vereinigten Königreichs aus der Europäischen Union (Brexit) von Premierministerin Theresa May sowie von Frankreichs Präsident Emmanuel Macron wegen der Gelbwestenbewegung im Land und es fehlen auch die Präsidenten von Russland, Wladimir Putin und der Volksrepublik China, Xi Jinping.
- Moskau/Russland: Bei den Verhandlungen für einen Friedensvertrag zwischen Russland und Japan gibt es bislang keinen Durchbruch auch wegen des seit 1945 bestehenden Kurilenkonflikts. Japans Premierminister Shinzō Abe reiste zu Gesprächen mit dem russischen Präsidenten Wladimir Putin nach Moskau.[103][104]
- Los Angeles/Vereinigte Staaten: Bekanntgabe der Nominierungen zum Oscar 2019.
- Luxemburg/Luxemburg: Der Europäische Gerichtshof entscheidet, dass die in Österreich geltende Regelung, wonach Feiertagsentgelt an Karfreitagen nur den Angehörigen bestimmter christlicher Konfessionen zusteht, gegen den Grundsatz des Diskriminierungsverbotes aufgrund der Religionszugehörigkeit verstößt und damit unzulässig ist.
- Magdeburg/Deutschland: Der aus der AfD ausgetretene ehemalige Landeschef André Poggenburg verlässt auch die Landtagsfraktion der AfD in Sachsen-Anhalt.
- Olenegorsk/Russland: Ein unbewaffneter Mittelstreckenbomber vom Typ Tupolew Tu-22M3 der russischen Luftstreitkräfte gerät beim Landeanflug auf den Militärflugplatz Olenja in eine Schneeböe und zerschellt. Dabei sterben drei Besatzungsmitglieder und ein weiterer wird verletzt.[105]
- Panama-Stadt/Panama: Beginn des Weltjugendtags. Es ist das 34. internationale Jugendtreffen der römisch-katholischen Kirche.
- Straßburg/Frankreich: Die Fraktion Die Grünen/Europäische Freie Allianz (Grüne/EFA) im Europäischen Parlament geben eine in Auftrag gegebene Studie „Effective Tax Rates of Multinational Enterprises in the EU“ von Petr Janský bekannt, wonach multinationale Großkonzerne in der Europäischen Union (EU) nicht den gesetzlich vorgeschriebenen Steuersatz zahlen. Es gebe deutliche Unterschiede zwischen den gesetzlichen Unternehmenssteuersatz in den EU-Mitgliedsstaaten und der tatsächlich gezahlten Abgabenlast. Kleinere Unternehmen würden „in den meisten Ländern spürbar benachteiligt gegenüber grenzüberschreitend tätigen Konzernen: Je größer das Unternehmen, desto geringer der effektive Steuersatz“. Der gesetzliche Unternehmenssteuersatz in der EU betrage durchschnittlich 23 Prozent, dagegen zahlten Großkonzerne im Schnitt nur 15 Prozent, so die Studie. Die substanzielle Lücke zwischen nominalem und effektivem Steuersatz entsteht durch Sonderabsprachen einzelner EU-Mitgliedstaaten mit multinationalen Unternehmen, Steuerschlupflöcher wie Lizenzboxen und die doppelte Nichtbesteuerung von Gewinnen durch unvollkommene Doppelbesteuerungsabkommen (DBA).[106][107]

## Weblinks

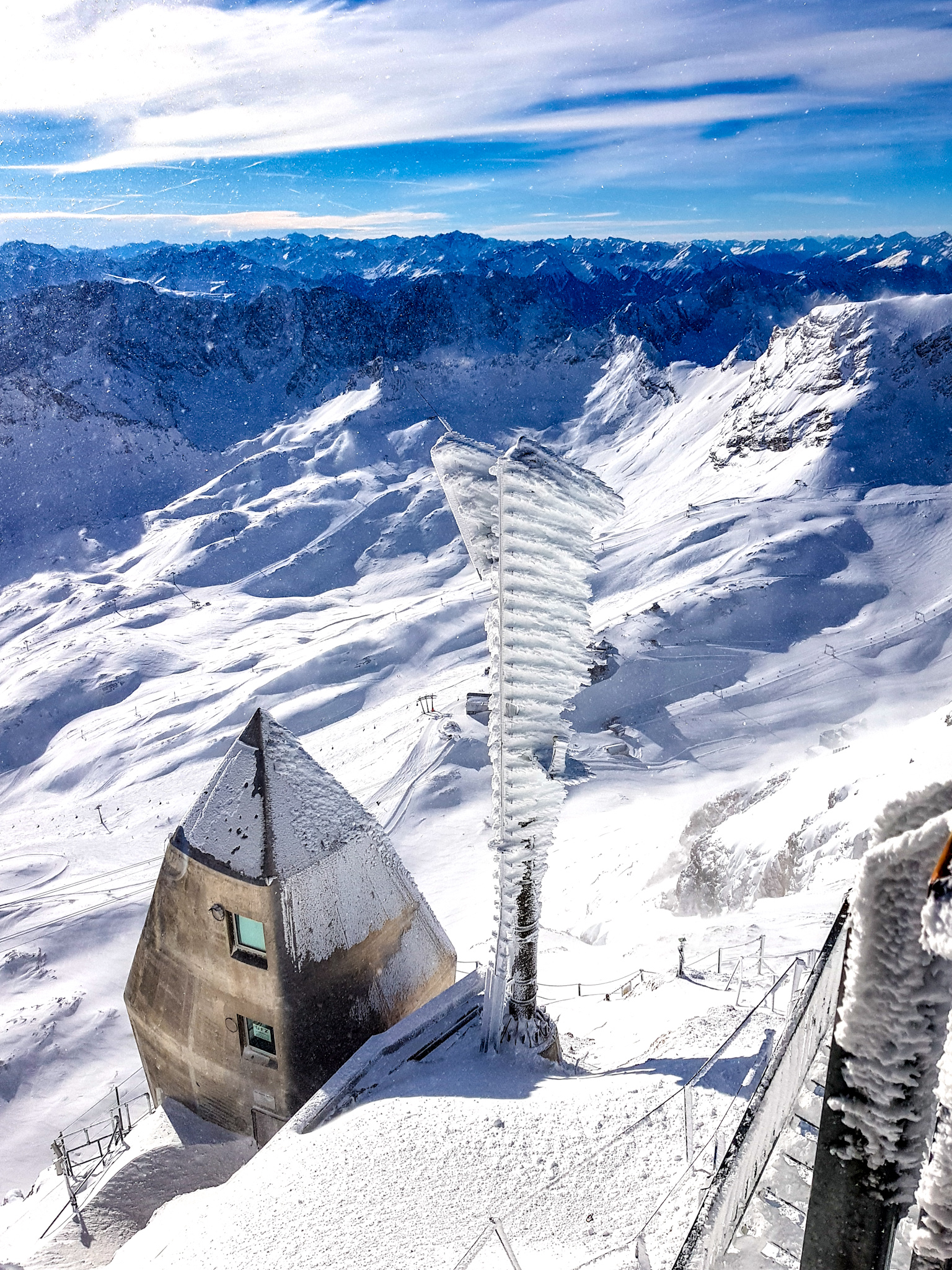
Blick von der Zugspitze aufs Zugspitzplatt am 1. Januar

### Mittwoch, 23. Januar 2019
- Caracas/Venezuela: Hunderttausende Menschen demonstrieren landesweit auf den Straßen gegen Staatspräsident Nicolás Maduro (PSUV). Der Oppositionsführer und seit dem 5. Januar 2019 amtierende Präsident der Nationalversammlung von Venezuela, Juan Guaidó (VP) erklärte sich unterdessen zum Interims-Präsidenten des Landes.[108] Die Vereinigten Staaten und die Organisation Amerikanischer Staaten (OAS) haben den Parlamentspräsidenten Juan Guaidó als Übergangspräsidenten des Landes anerkannt. Daraufhin ordnet Präsident Nicolás Maduro an, dass das diplomatische Personal der Vereinigten Staaten innerhalb von 72 Stunden das Land verlassen müsse.[109]
- Edinburgh/Vereinigtes Königreich: Der schottische Ex-Regierungschef Alex Salmond wird wegen versuchter Vergewaltigung kurzzeitig verhaftet. Nach einer Anhörung am nächsten Tag wird er wieder freigelassen.
- Erfurt/Deutschland: Das Bundesarbeitsgericht ändert seine Rechtsprechung, wonach auch acht Jahre nach einem früheren Arbeitsverhältnis derselbe Arbeitgeber einen neuen Arbeitsvertrag nicht sachgrundlos befristen kann. Die sachgrundlose Befristung eines Arbeitsvertrags ist nach § 14 Abs. 2 Satz 2 Teilzeit- und Befristungsgesetz (TzBfG) nicht zulässig, wenn zwischen dem Arbeitnehmer und der Arbeitgeberin bereits acht Jahre zuvor ein Arbeitsverhältnis von etwa eineinhalbjähriger Dauer bestanden hat, das eine vergleichbare Arbeitsaufgabe zum Gegenstand hatte, so das Urteil (Az.: 7 AZR 733/16). Zuvor war dies nach mehr als drei Jahren zulässig und änderte sich durch eine Entscheidung des Bundesverfassungsgerichts von 6. Juni 2018 (1 BvL 7/14, 1 BvR 1375/14).[110]
- München/Deutschland: Im bayerischen Landtag findet eine Veranstaltung zum Holocaust-Gedenktag statt, auf der die ehemaligen Präsidentin des Zentralrats der Juden in Deutschland Charlotte Knobloch die Gedenkrede hält. Die AfD verlässt die Veranstaltung demonstrativ.
- Riga/Lettland: Krišjānis Kariņš (Vienotība) tritt das Amtes des Ministerpräsidenten an, nachdem er mit 61 Stimmen mehrheitlich im lettischen Parlament gewählt wird. 39 Abgeordnete stimmten gegen ihn.[111]

### Donnerstag, 24. Januar 2019
- Alderney/Kanalinseln: Die Suche nach einem seit dem 21. Januar über dem Ärmelkanal verschollenen einmotorigen Kleinflugzeug vom Typ Piper PA-46, das in den USA registriert ist, wird eingestellt. An Bord war, neben dem Piloten Dave Ibbotson, nur der argentinische Fußballprofi Emiliano Sala. Das Flugzeug startete im französischen Nantes mit dem Ziel Cardiff in Wales.[112]
- Berlin/Deutschland: Im Abgeordnetenhaus von Berlin stimmen 87 der anwesenden 147 Abgeordneten für das Gesetz zur Einführung eines weiteren gesetzlichen Feiertags im Stadtstaat Berlin. Jährlich am 8. März steht der Feiertag im Zeichen des Internationalen Frauentags. Auch das Bundesland Thüringen plant mit dem Kindertag am 20. September einen weiteren jährlichen Feiertag.[111]
- Berlin/Deutschland: „Chaos im Netz“, der 57. Film aus der „Meisterwerke“-Reihe von Walt Disney hat in Deutschland Premiere.
- Canberra/Australien: Das Außenministerium bestätigt, dass der chinesisch-australische Schriftsteller, Blogger und Demokratieaktivist Yang Hengjun in China festgenommen worden ist.[113]
- Caracas/Venezuela: Verteidigungsminister Vladimir Padrino López erklärte im Beisein mehrere ranghoher Generäle als Reaktion auf den selbsternannten Übergangspräsidenten Juan Guaidó, dass die Streitkräfte niemals einen Präsidenten akzeptieren, „der von dunklen Mächten eingesetzt wird, oder sich abseits des Rechts selbst einsetzt“. „Wir erkennen unseren Chefkommandeur Nicolás Maduro als legitimen Präsidenten an.“[114]
- Edinburgh/Vereinigtes Königreich: Vor dem Sheriff Court beginnt der Prozess gegen den früheren Regierungschef von Schottland, Alex Salmond. Die Anklage wirft ihm 13 Sexualstraftaten, darunter zweifache versuchte Vergewaltigung  vor.[115]
- Goslar/Deutschland: Beginn des 57. Deutschen Verkehrsgerichtstags (VGT). Themen der Fachkonferenz sind eine Bewertung der Dieselfahrverbote, die strafrechtlichen Aspekte des autonomen Fahrens sowie das im April 2014 reformierte Punktesystem im Fahreignungsregister (FAER).

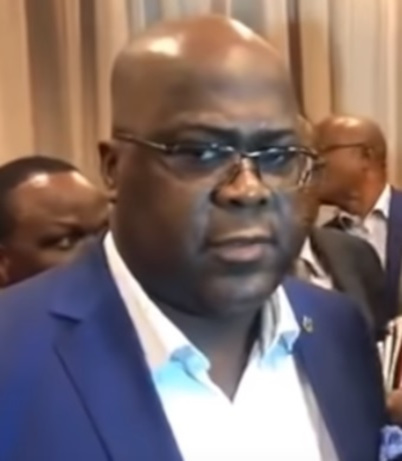
Félix Tshisekedi (2018)

- Jakarta/Indonesien: Der wegen Blasphemie zu einer zweijährigen Gefängnisstrafe verurteile frühere Gouverneur des Distrikts Jakarta, Basuki Tjahaja Purnama, wird vorzeitig aus der Haft entlassen.[116]
- Kinshasa/DR Kongo: Der nach einer umstrittenen Wahl zum Sieger erklärte Félix Tshisekedi ist als Staatspräsident des Landes vereidigt worden.[117]
- Kuala Lumpur/Malaysia: Abdullah Sultan Ahmad Shah wird zum neuen König (Yang di-Pertuan Agong) von Malaysia durch die Konferenz der Herrscher (Majlis Raja-Raja), vertreten aus durch die neun Herrscher der malaiischen Staaten und den Gouverneuren von Yang di-Pertua Negeri gewählt.
- Park City/Vereinigte Staaten: Eröffnung des 35. Sundance Film Festivals.

### Freitag, 25. Januar 2019
- Athen/Griechenland: Im Streit um den Namen Mazedonien stimmt das griechische Parlament dem Kompromiss zur Umbenennung des Nachbarstaates von Ehemalige Jugoslawische Republik Mazedonien in Republik Nordmazedonien mehrheitlich zu und legt somit den 28 Jahre währenden Namensstreit endgültig bei. Bei insgesamt 300 Abgeordneten im Parlament votieren 153 davon für das Abkommen und 146 dagegen, bei einer Enthaltung.[118]
- Bielefeld/Deutschland: Das Amtsgericht gibt dem Antrag des Modeunternehmens Gerry Weber auf Insolvenz in Eigenverwaltung statt. Von dem Insolvenzantrag ist ausschließlich die Muttergesellschaft Gerry Weber International AG mit rund 580 Mitarbeitern betroffen. Nicht betroffen sind demnach Tochtergesellschaften wie beispielsweise Hallhuber.[119]

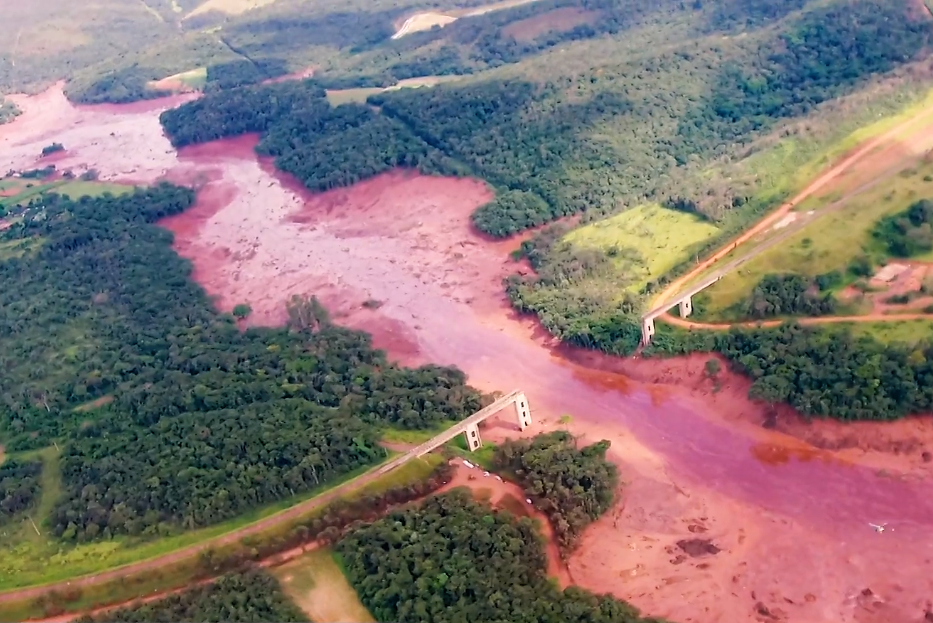
Luftbildaufnahme aus einem Video (Ausschnitt), 26. Januar 2019, Rotfärbung durch Eisenerze.

- Brumadinho/Brasilien: Bei einem Dammbruch des Absetzbeckens einer Eisenerzmine des Bergbauunternehmens Vale in Vila Ferteco bei Brumadinho, eine Gemeinde im Bundesstaat Minas Gerais, gibt es bislang eine unbestätigte Anzahl von mehreren Toten und Vermissten. Die Feuerwehr berichtet von mindestens 200 Vermissten durch eine ausgelöste Schlammlawine.[120]
- Brüssel/Belgien: Bei den Gesprächen zwischen den NATO-Botschaftern und dem russischen Vize-Außenminister Sergei Alexejewitsch Rjabkow im NATO-Russland-Rat (NRR) um die Ukrainekrise und die russische Annexion der Krim und der bereits am 20. Oktober 2018 von US-Präsident Donald Trump angedrohten Kündigung des 1987 unterzeichneten INF-Vertrags über nukleare Mittelstreckensysteme, gibt es keine Fortschritte, so NATO-Generalsekretär Jens Stoltenberg. Nach Ansicht der Vereinigten Staaten als Vertragspartner des INF-Vertrages verstoße Russland mit der Produktion des neuen landgestützten Marschflugkörpers 9K720 (NATO-Codename: SS-C-8 Screwdriver) für das nuklear bestückbare Trägersystem Iskander-K gegen den INF-Vertrag. US-Präsident Trump forderte bis zum 2. Februar 2019 ein Einlenken Russlands zur Produktionseinstellung des Waffensystems.[121][122]
- Diyarbakır/Türkei: Ein Strafgericht bestätigt unter Auflagen die Freilassung der seit dem 7. November 2018 im Hungerstreik befindlichen HDP-Abgeordnete Leyla Güven an. Eine neuerliche Anhörung wurde für den 29. Mai 2019 angesetzt.[123]
- Fort Lauderdale/Vereinigte Staaten: Der Politikberater Roger Stone wird verhaftet. Der Leiter der Sonderermittlung zur Beeinflussung des Wahlkampfs in den Vereinigten Staaten 2016, Robert Mueller, wirft ihm die Behinderung von Untersuchungen durch den Kongress, Falschaussagen und Zeugenbeeinflussung vor.[124]
- Graz/Österreich: Das Landesgericht für Strafsachen fällt die Urteile im Prozess gegen 14 Mitglieder des „Staatenbundes Österreich“. Es ist das erste Mal in der Geschichte der Zweiten Republik, dass ein Strafverfahren wegen versuchten Hochverrats geführt wird.[125]
- Köln/Deutschland: Nach der Übernahme der Warenhausketten Karstadt und Galeria Kaufhof mehrheitlich durch die österreichische Signa Holding gibt der Vorstandsvorsitzende Stephan Fanderl ein Sanierungskonzept nach dem schlechten Weihnachtsgeschäft für Galeria Kaufhof bekannt, wonach rund 2600 Vollzeitstellen (bis zu 5.000 Mitarbeiter betroffen) wegfallen werden und ein Ausstieg aus dem Flächentarifvertrag folgt mit der Forderung nach einem Firmentarifvertrag.[126]
- Stuttgart/Deutschland: Vor dem Oberlandesgericht Stuttgart hat deutschlandweit das erste Musterfeststellungsverfahren nach dem seit 1. November 2018 in Kraft getretenen „Gesetz zur Einführung einer zivilprozessualen Musterfeststellungsklage“ begonnen. Der Verein Schutzgemeinschaft für Bankkunden (SfB) klagt gegen die Mercedes-Benz Bank wegen undurchsichtiger Widerrufsinformationen bei Darlehensverträgen für Autofinanzierungen.[127]
- Sungguminasa/Indonesien: Nach den heftigen Überschwemmungen und Erdrutschen auf der Insel Sulawesi kommen mindestens 59 Menschen ums Leben, darunter 44 Tote allein im Bezirk Gowa. Weitere 25 Menschen werden noch vermisst.[128]
- Testa del Rutor/Italien: Beim Zusammenstoß eines Kleinflugzeuges mit einem Hubschrauber kommen mindestens fünf Menschen ums Leben.[129]
- Totalán/Spanien Nach einer aufwendigen, fast zwei Wochen dauernden Rettungsaktion kann ein in einen 107 Meter tiefen Brunnenschacht gefallener zweijähriger Junge nur noch tot geborgen werden.[130]
- Washington, D.C./Vereinigte Staaten: Nach 35 Tagen ist die bislang längste Haushaltssperre (Government Shutdown) in den Vereinigten Staaten durch einen Übergangshaushalt vorläufig beendet worden; er sieht keine Mittel für den Bau einer Mauer an der Grenze zu Mexiko vor. Die Vereinbarung mit der Demokratischen Partei gelte bis zum 15. Februar 2019. In dieser Zeit werde ein Komitee mit Mitgliedern der Republikanischen Partei und der Demokratischen Partei über die Grenzsicherung zu Mexiko diskutieren.[131]
- Winterberg/Deutschland: In der Veltins-Eisarena beginnen die 48. Rennrodel-Weltmeisterschaften. Sie enden am 27. Januar.

### Samstag, 26. Januar 2019
- Berlin/Deutschland: Die Kommission für Wachstum, Strukturwandel und Beschäftigung (kurz „Kohlekommission“) legt ihren Bericht vor.
- Neu-Delhi/Indien: Mit einer großen Militärparade mit Soldaten auf Kamelen, Panzerfahrzeugen und Motorradakrobaten sowie Tänzerinnen feiert Indien  den 69. Geburtstag der Verfassung als Republik. Rund 25.000 Polizisten und Paramilitärs sind zur Sicherheit im Einsatz.
- Paris/Frankreich: Die Gelbwestenbewegung rief den elften Samstag in Folge zu Demonstrationen gegen den Reformkurs von Staatspräsident Emmanuel Macron auf. Landesweit nahmen nach Angaben des Innenministeriums rund 69.000 Demonstranten teil, darunter 4000 in der Hauptstadt. Am Place de la Bastille setzte die Polizei Tränengas und einen Wasserwerfer ein und nahm 22 Menschen fest. Demonstrationen gab es auch in Avignon, Bordeaux, Dünkirchen, Marseille, Montpellier, Straßburg und Toulouse.[132]
- San Diego/Vereinigte Staaten: Die United States Navy stellt mit der USS Michael Monsoor den zweiten Zerstörer der Zumwalt-Klasse mit Tarnkappeneigenschaften in Dienst. Die Baukosten betrugen über 4,4 Milliarden US-Dollar.[133][134]

### Sonntag, 27. Januar 2019
- Abancay/Peru: Beim Einsturz einer Mauer eines Hotels während einer Hochzeitsfeier werden mindestens 15 Menschen getötet und weitere 30 verletzt.[135][136]
- Berlin/Deutschland: Die FDP veranstaltet ihren außerordentlichen Parteitag und wählt die Bundesliste für die Europawahl 2019.
- Brüssel/Belgien: Etwa 70.000 Menschen nehmen am 2. Marsch für das Klima für einen besseren Klimaschutz teil und fordern ambitionierte und sozial gerechte Maßnahmen zur Begrenzung des Kohlendioxid-Ausstoßes. Eine weitere Protestveranstaltung gab es in Mons.[137]
- Herning/Dänemark: Finale der 26. Handball-Weltmeisterschaft der Männer in den Jyske Bank Boxen zwischen Dänemark und Norwegen.
- Jolo/Philippinen: Bei einem Anschlag mit zwei Sprengsätzen auf die römisch-katholische Karmeliterkirche Kathedrale Unserer Lieben Frau auf dem Berge Karmel in Jolo kommen mindestens 27 Menschen ums Leben, mindestens 70 weitere werden verletzt.[138]
- Los Angeles/Vereinigte Staaten: Im Shrine Exposition Center werden die Screen Actors Guild Awards verliehen.
- Melbourne/Australien: Letzter Tag der Australian Open
- Minsk/Belarus: Letzter Tag der Eiskunstlauf-Europameisterschaften in der Minsk-Arena.
- Sankt Petersburg/Russland: Mit einer Militärparade von rund 2500 Soldaten in modernen und historischen Uniformen, sowie Panzerfahrzeugen und modernen Raketensystemen gedenkt Russland am 75. Jahrestag an das Ende der Leningrader Blockade im Zweiten Weltkrieg am 27. Januar 1944. Über 800.000 Menschen starben durch Hunger, Krankheit oder durch Beschuss während der Belagerung durch die deutsche Wehrmacht von 1941 bis 1944. In einer gemeinsamen Erklärung des russischen Außenministers Sergei Lawrow und dem deutschen Außenminister Heiko Maas wird bekannt, dass 75 Jahre nach Ende der Belagerung von Leningrad Deutschland noch lebende Opfer in Russland mit insgesamt 12 Millionen Euro unterstützen wird.[139][140]

### Montag, 28. Januar 2019

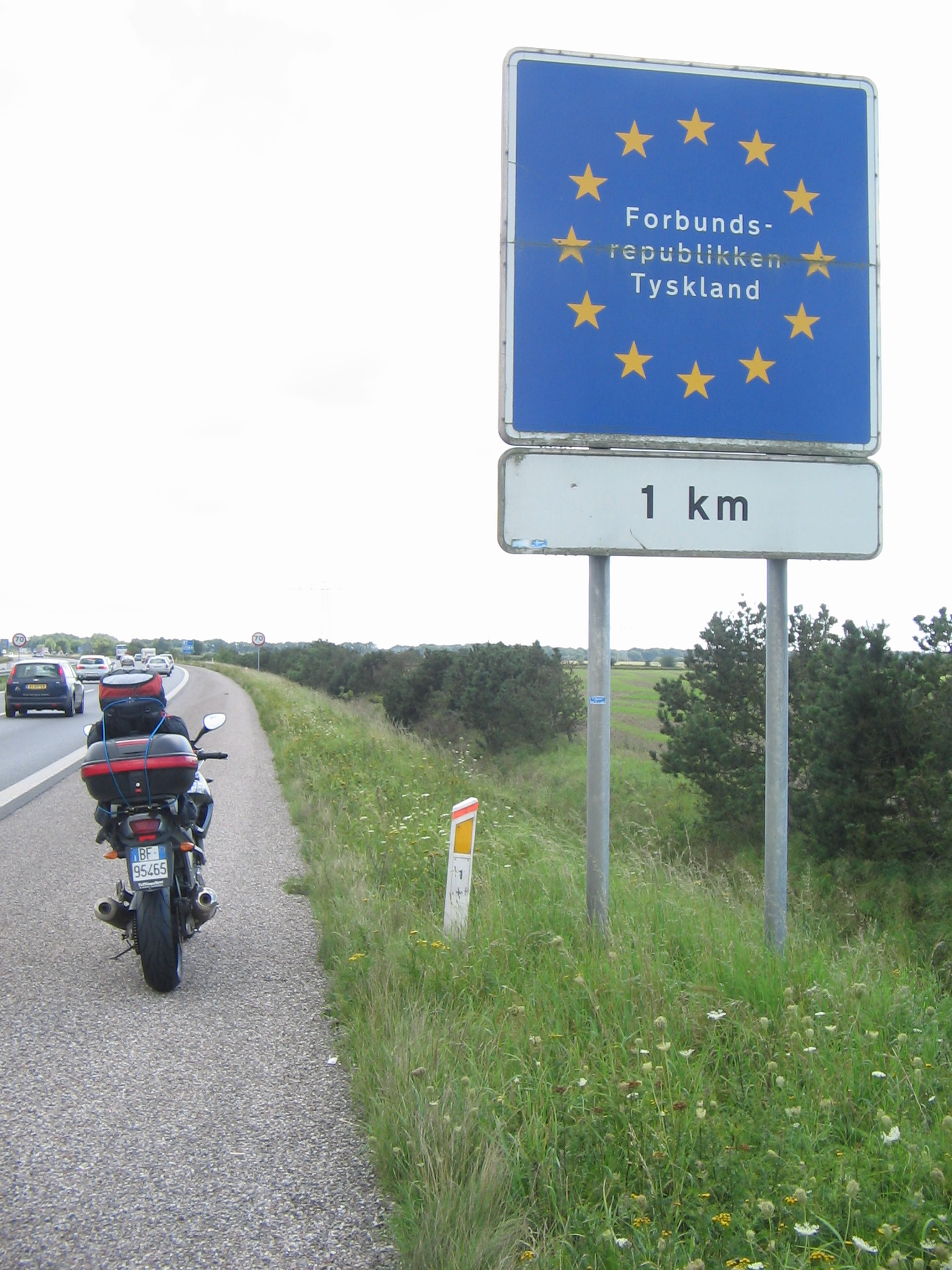
Nahe der dänisch-deutschen Grenze bei Padborg

- Bremen/Deutschland: Verleihung des Bremer Literaturpreises an Arno Geiger für den Roman Unter der Drachenwand. Der Förderpreis geht an Heinz Helle für Die Überwindung der Schwerkraft.
- Padborg/Dänemark: Das dänische Amt für Naturverwaltung (Naturstyrelse) des Ministeriums für Umwelt und Lebensmittel beginnt in Padborg in der Kommune Aabenraa mit der Errichtung eines Wildschweinzauns entlang der rund 67 Kilometer langen  dänisch-deutschen Grenze. Der Wildschweinzaun ist ein Teil der Vereinbarungen zwischen der Minderheitsregierung von Ministerpräsident Lars Løkke Rasmussen und der Dansk Folkeparti vom März 2018 zum verstärkten Einsatz gegen die Afrikanische Schweinepest (ASP).[141]
- Washington, D.C./Vereinigte Staaten: Das Finanzministerium der Vereinigten Staaten verhängt als Reaktion auf den Machtkampf in Venezuela gegenüber der staatlichen Erdölgesellschaft Petróleos de Venezuela (PDVSA) Sanktionen. Damit soll der wirtschaftlichen Druck auf Nicolás Maduro und die venezolanischen Streitkräfte erhöht werden, um das venezolanische Volk beim Übergang zur Demokratie zu unterstützen. Die in Texas tätige PDVSA-Tochtergesellschaft Citgo Petroleum Corporation ist nur eingeschränkt betroffen, solange die Einnahmen auf ein Sperrkonto fließen.[142]

### Dienstag, 29. Januar 2019
- Ashulia/Bangladesch: Nach den Streiks und Protesten von Arbeitern für höhere Löhne in der Textilindustrie in Bangladesch, wurden nach Angaben der Polizei rund 4900 Mitarbeiter entlassen, die sich an den Streiks beteiligten. Nach Angaben von Gewerkschaften verloren fast 7000 Textilarbeiterinnen ihre Arbeitsstelle.[143]
- Berlin/Deutschland: Der Wehrbeauftragter des Deutschen Bundestages, Hans-Peter Bartels (SPD), stellt den 60. Jahresbericht vor. Darin bestehe das System der Mangelbewirtschaftung in der Bundeswehr allen Bereichen fort. Als Haupthindernis für notwendige Verbesserungen erleben viele Soldaten die Überorganisation von allem und jedem. Sie sagen: „Wir verwalten uns zu Tode“ und sprechen vom „Bürokratiemonster Bundeswehr“, so Bartels. Im Auslandseinsatz der Bundeswehr in Afghanistan (Resolute Support) müssen rund 80 Prozent der militärischen Transporte mit zivilen Hubschraubern absolviert werden. In allen Bereichen mangelt es an Material. Kaum einsatzbereite Kampfpanzer Leopard 2, teure Nachrüstungsprogramme für den neuen Schützenpanzer Puma, keine Tanker bei der Marine im zweiten Halbjahr 2018, ein großer Teil der U-Boote defekt, weniger als die Hälfte der Mehrzweckkampfflugzeuge Eurofighter und Tornado sind flugfähig und auf ein Minimum reduzierte Munitionsbestände wirkt sich nicht nur auf Einsatz und einsatzgleiche Verpflichtungen aus, es leiden vor allem Ausbildung und Übung. Die Zahl der neu in die Bundeswehr eingetretenen Soldaten ist 2018 auf nur noch 20.000 Neueintritte gesunken und damit niedrigste Stand in der Geschichte der Bundeswehr.[144]
- Berlin/Deutschland: Deutschland gibt eine 2-Euro-Münze zum 70-jährigen Jubiläum des Bundesrates heraus. Dafür wird die Bundesländer-Serie für ein Jahr unterbrochen und am 28. Januar 2020 mit einem Motiv aus Brandenburg fortgesetzt. Die Lücke in der Bundesländer-Serie wurde nötig, weil sich aufgrund der Verschiebung der Bevölkerungszahlen die Reihenfolge der Bundesratspräsidenten gegenüber 2005/06 geändert hat.
- Islamabad/Pakistan: Der Oberste Gerichtshof weist die Berufung gegen den Freispruch der wegen Gotteslästerung angeklagten Christin Asia Bibi zurück. Sie kann daher das Land verlassen.
- Leipzig/Deutschland: Das 2009 gegründete russische Einzelhandelsunternehmen Torgservis eröffnet den ersten Mere-Markt mit rund 1000 Quadratmeter Verkaufsfläche in einer ehemaligen Aldi-Filiale in Leipzig im Stadtteil Portitz und plant weitere Filialstandorte in Deutschland.[145]
- London/Vereinigtes Königreich: Das britische Unterhaus stimmt gegen einen ungeregelten Brexit sowie für Nachverhandlungen mit der EU zum Backstop.
- London/Vereinigtes Königreich: Die britische Labour-Abgeordnete Fiona Onasanya wird wegen Rechtsbeugung zu drei Monaten Haft verurteilt.[146] Am 1. Mai 2019 wird sie im ersten Abwahlreferendum gegen eine britische Abgeordnete abberufen.
- München/Deutschland: Das Münchener Landgericht verbietet Frauke Petry den Namen „Die blaue Partei“ als Marke.
- Ramallah/Palästinensische Autonomiegebiete: Rami Hamdallah, Premierminister des Staates Palästina und der Palästinensischen Autonomiegebiete gibt seinen Rücktritt bekannt und macht damit den Weg für eine neue Regierung frei.[147]
- Wien/Österreich: Der ORF gibt bekannt, dass die Musikerin Pænda das Land beim Eurovision Song Contest vertreten wird.
- Karlsruhe/Deutschland: Das Bundesverfassungsgericht beschließt, dass § 13 Nr. 2 Bundeswahlgesetz nicht mit dem Grundgesetz vereinbar und § 13 Nr. 3 BWahlG nicht mit dem Grundgesetz vereinbar und nichtig ist.[148] Damit sind pauschale Wahlrechtsausschlüsse aufgrund einer Betreuung oder einer angeordneten Unterbringung ausgeschlossen.

### Mittwoch, 30. Januar 2019
- Berlin/Deutschland: Der Verteidigungsausschuss des Deutschen Bundestages wandelt sich in einen Untersuchungsausschuss zur Gorch-Fock-Affäre um.
- Lügde/Deutschland: Im Missbrauchsfall Lügde wurden nach Angaben der Staatsanwaltschaft Detmold auf einem Campingplatz im Ortsteil Elbrinxen in rund 10 Jahren mindestens 31 Kinder Opfer von sexuellem Missbrauch durch drei mutmaßliche Täter, davon lebte der 56 Jahre alte alleinstehende Dauercamper Andreas V. bereits 30 Jahre auf dem Campingplatz. Es bestehe der Verdacht auf 1000 Einzeltaten und der Produktion von kinderpornografischen Material. Der Hauptverdächtige sitzt seit Dezember 2018 in Untersuchungshaft, zwei weitere Tatverdächtige seit Januar 2019. Am 1. Februar 2019 übernimmt das Polizeipräsidium Bielefeld die Ermittlungen.[149][150]

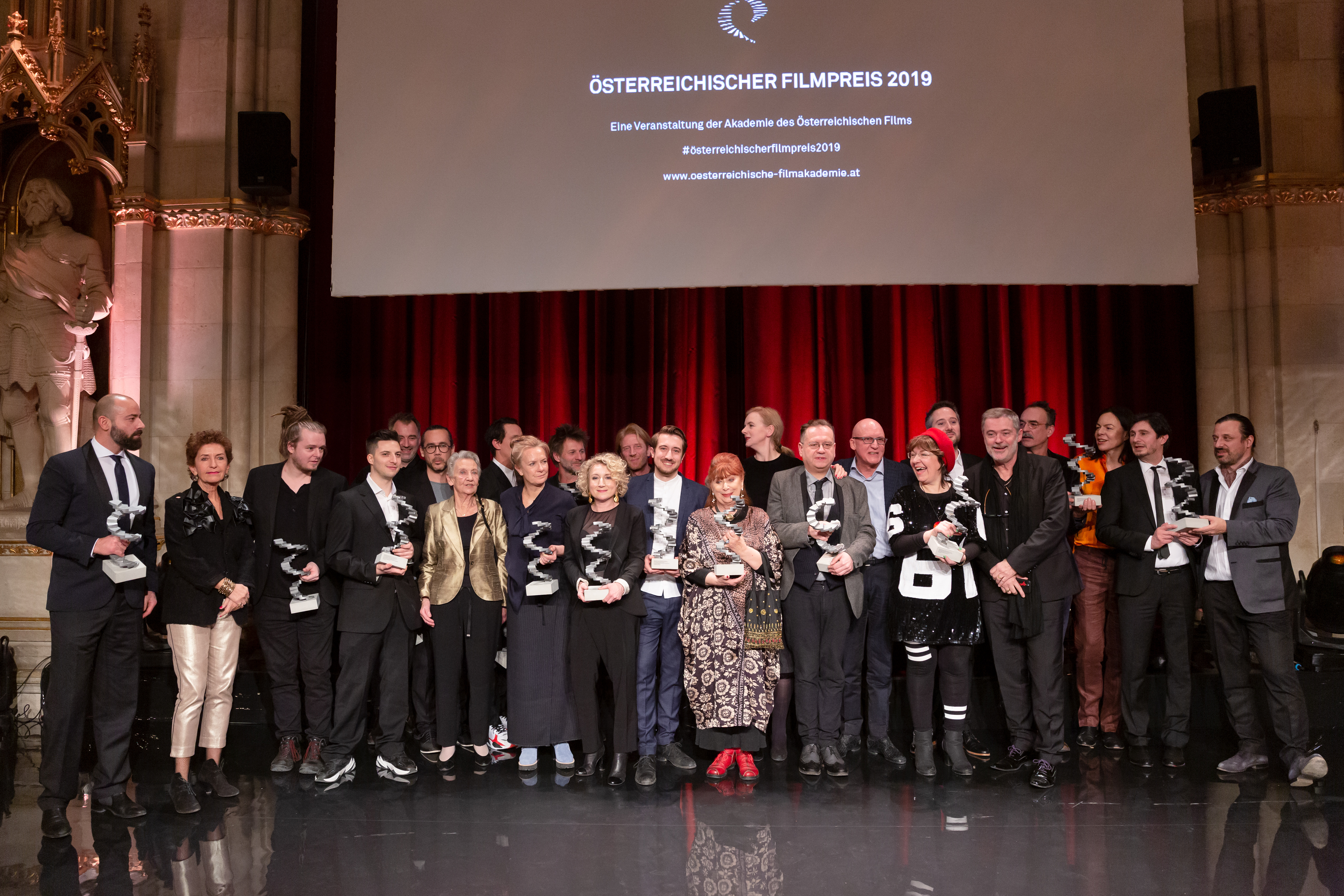
Preisträger des Österreichischen Filmpreises 2019

- Wien/Österreich: Im Wiener Rathaus findet die Verleihung des Österreichischen Filmpreises 2019 durch die Akademie des Österreichischen Films statt. Angelo, Cops und Styx werden in jeweils drei Kategorien ausgezeichnet, bester Spielfilm ist Murer – Anatomie eines Prozesses, bester Dokumentarfilm Waldheims Walzer.[151]

### Donnerstag, 31. Januar 2019
- Beirut/Libanon: Saad Hariri stellt die künftige libanesische Regierung vor.
- Berlin/Deutschland: Im Bundestag hält Saul Friedländer die Gedenkrede zum jährlichen Holocaust-Gedenktag.
- Bukarest/Rumänien: In einer Gemeinsamen Erklärung der E3-Außenminister, Jean-Yves Le Drian (Frankreich), Heiko Maas (Deutschland) und Jeremy Hunt (Vereinigtes Königreich) in Bukarest, wird die Gründung von INSTEX, der Zweckgesellschaft mit Sitz in Paris zur Ermöglichung legitimen Handels mit dem von US-amerikanischen Wirtschaftssanktionen belegten Iran, im Rahmen der Bemühungen zur Aufrechterhaltung des Gemeinsamen Umfassenden Aktionsplans (Joint Comprehensive Plan of Action; JCPoA) bekannt gegeben.[152]
- Düsseldorf/Deutschland: Verleihung des Deutschen Fernsehpreises 2019
- Genua/Italien: Die Guardia di Finanza stellt rund zwei Tonnen Kokain im Wert von 500 Millionen Euro in einem Schiffscontainer aus Kolumbien mit Ziel Barcelona sicher. Ein Spanier wurde festgenommen. Bereits am Vortag wurde im Hafen von Livorno 650 Kilogramm Kokain im Wert von 130 Millionen Euro in einem Schiffscontainer mit Kaffeebohnen sichergestellt. Die Drogen stammten demnach von mehreren Verbrechersyndikaten, die mit dem kolumbianischen Golf-Clan zusammenarbeiten.[153][154]
- Kuala Lumpur/Malaysia: Abdullah Sultan Ahmad Shah wird als neuer König (Yang di-Pertuan Agong) von Malaysia vereidigt.
- London/Vereinigtes Königreich: Zahlreiche Musiker, Künstler und Kulturschaffende fordern gemeinsam von dem Fernsehsender BBC den Boykott des  Eurovision Song Contest 2019 in Israel, darunter Wolf Alice, Julie Christie, Eve Ensler, Peter Gabriel, A. L. Kennedy, Mike Leigh, Ken Loach, Yann Martel, Maxine Peake, Alexei Sayle, Alia Shawkat, Roger Waters, Vivienne Westwood. In der Stellungnahme heißt es übersetzt: „Wir können Israels systematische Verletzung der palästinensischen Menschenrechte nicht ignorieren“ und „die BBC ist durch ihre Satzung dazu verpflichtet, sich für die Meinungsfreiheit einzusetzen. Sie sollte auf dem Fundament ihrer Grundsätze handeln und sich dafür einsetzen, dass der Eurovision in ein Land verlegt wird, in dem keine Verbrechen gegen die Freiheit begangen werden.“  Am 8. Februar 2019 findet mit Eurovision 2019: You Decide die Vorentscheidung für den britischen Beitrag statt.[155][156]
- München/Deutschland: Beginn des Volksbegehrens „Artenvielfalt und Naturschönheit in Bayern“ bis zum 13. Februar 2019.
- Potsdam/Deutschland: Der Landtag Brandenburg hat mit dem Paritégesetz zur Änderung des Brandenburgischen Landeswahlgesetzes  die Einführung einer Frauenquote von 50 % für Wahllisten ab 2020 beschlossen. Für die Bewerber einer Partei die für ein Direktmandat bei Wahlen antreten, gilt dieses Gesetz nicht.
- Straßburg/Frankreich: Das Europäische Parlament erkennt Juan Guaidó als Präsident Venezuelas an.[157]
- Straßburg/Frankreich: Die Labour-Abgeordnete Catherine Stihler legt ihr Mandat im Europäischen Parlament nieder. Wegen der nahenden Europawahl 2019 wird das Mandat nicht nachbesetzt, weshalb die Zahl der gesetzlichen Mitglieder des Europäischen Parlaments um eins sinkt.